# Aronstabgewächse
Die Aronstabgewächse (Araceae) sind eine Pflanzenfamilie innerhalb der Einkeimblättrigen Pflanzen (Monokotyledonen). Zur Familie gehören 115 bis 129 Gattungen mit je nach Definition 3270, 3305 oder 4025 Arten. Ihr Verbreitungsgebiet umfasst fast die ganze Erde, die meisten Arten kommen jedoch in den Tropen vor.

## Beschreibung

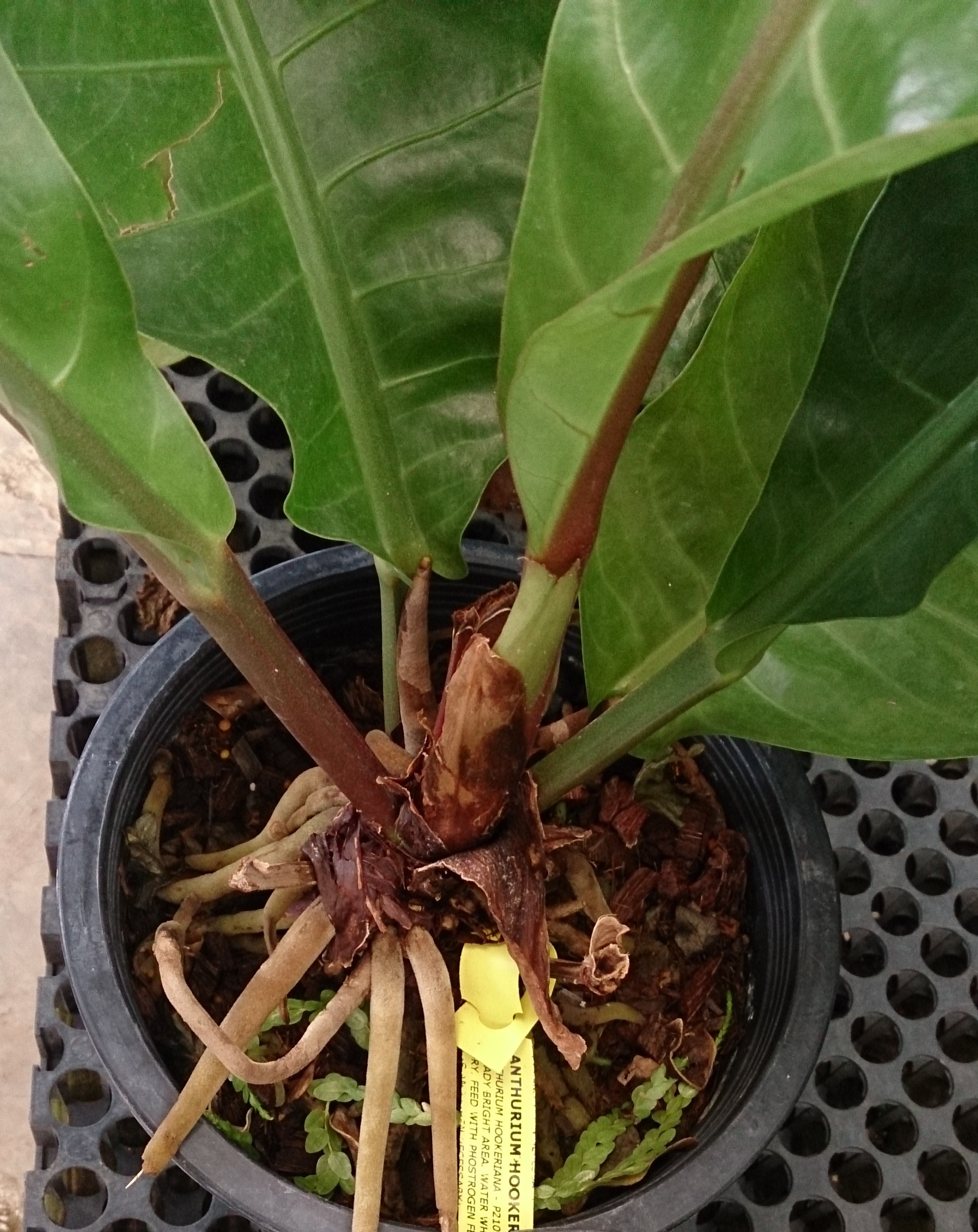
Subfamilie Pothoideae: Tribus Anthurieae: Anthurium hookeri mit Luftwurzeln, gestielten Laubblättern, Prophyllen und Cataphyllen

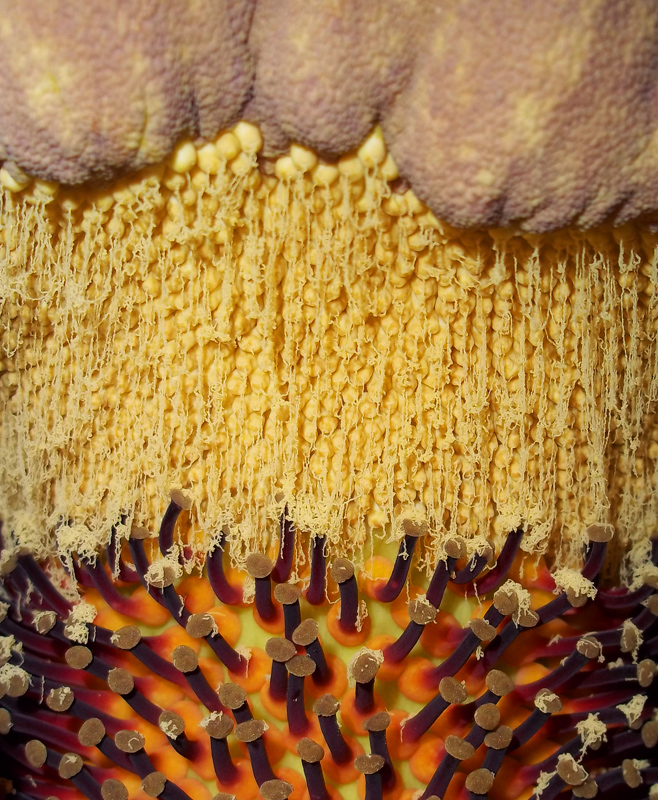
Spadix im Bereich der männlichen Blüten von Amorphophallus titanum

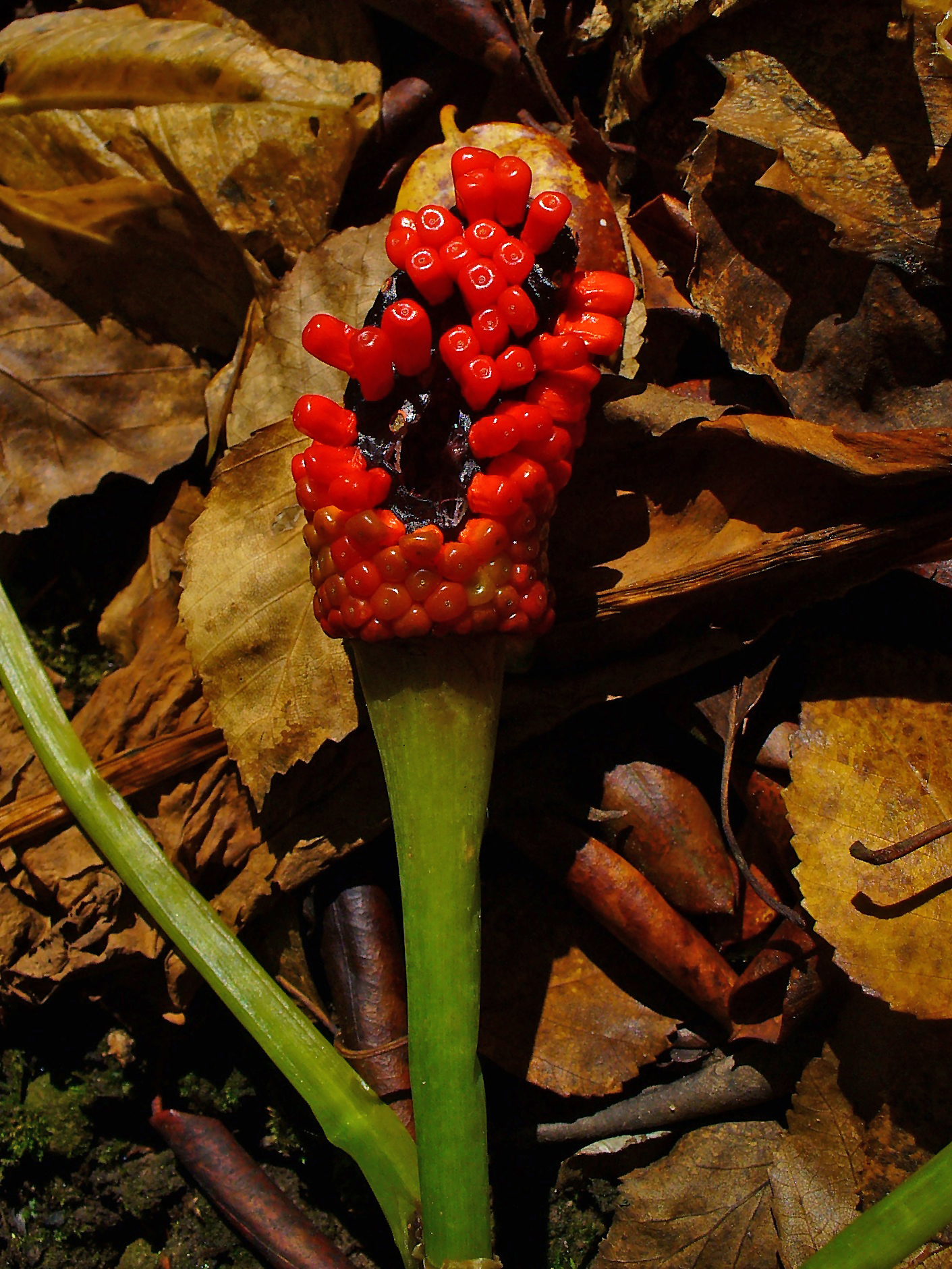
Tribus Arisaemateae: Fruchtstand mit reifen Beeren von Arisaema engleri

Bei den Lemnoideae weichen die Merkmale oft stark von den übrigen Araceae ab.

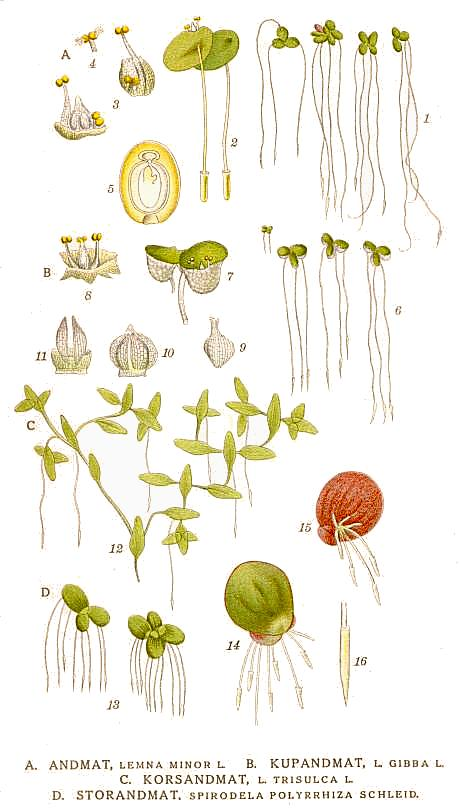
Illustration verschiedener Arten aus der Unterfamilie Wasserlinsengewächse (Lemnoideae)

### Erscheinungsbild und Blätter
Die Arten der Aronstabgewächse sind immergrüne oder saisongrüne, meist ausdauernde krautige Pflanzen, und können von winzig klein (Lemnoideae) bis meterhoch (Titanenwurz) sein. Es gibt ein breites Spektrum an Lebensformen: neben vielen terrestrischen Arten gibt es Epiphyten, Lithophyten oder Kletterpflanzen, viele Arten sind Geophyten; die Lemnoideae sind auf oder unter der Wasseroberfläche schwimmende Pflanzen. Einigen Arten der Lemnoideae fehlen Wurzeln. Viele Arten bilden Luftwurzeln oder als unterirdische Überdauerungsorgane Rhizome oder Knollen. Manchmal werden Bulbillen, beispielsweise an den Blättern zur vegetativen Vermehrung gebildet. Viele Arten bilden oberirdische, selbstständig aufrechte, kletternde bis kriechende Stängel, die oft grün sind. Bei manchen Taxa sind die Stängel bewehrt (beispielsweise Montrichardia). Oft stehen unter jedem Laubblatt Prophylle und/oder Cataphylle.
Die wechselständig, nur grundständig oder am Stängel verteilt angeordneten Laubblätter besitzen bei den meisten Arten einen Blattstiel mit einer Blattscheide an der Basis. Die sehr unterschiedlich geformten Blattspreiten können ungeteilt oder auf unterschiedliche Weise geteilt sein. Oft ist die Spreitenbasis herz- oder pfeilförmig; manchmal ist das Blatt schildförmig (peltat).

### Blütenstände und Blüten
Unterhalb der Blütenstände stehen häutige Prophylle und/oder Cataphylle. Oft ist ein blattloser Blütenstandsschaft vorhanden. Die meisten Araceae besitzen einen für diese Familie typischen Blütenstand mit einem unverzweigten Kolben, Spadix genannt, der meist viele Blüten enthält und einem einzelnen Hochblatt, Spatha genannt, das den Kolben mehr oder weniger stark umhüllt. Die Spatha besitzt meist eine röhrenförmige Basis, deren Ränder verwachsen sein können und eine haltbare bis mehr oder weniger schnell vergängliche Hochblattspreite besitzen.
Die Blüten sind häufig klein und unscheinbar. Bei den ursprünglichen Taxa sind die Blüten zwittrig. Oft sind die Blüten eingeschlechtig, zuweilen sind dann die Blütenteile stark reduziert. Wenn die Blüten eingeschlechtig sind, dann sind die Arten meist einhäusig (monözisch), selten zweihäusig (diözisch) getrenntgeschlechtig. Bei einhäusig getrenntgeschlechtigen Arten befinden sich am Spadix an der Basis ein steriler Abschnitt, im unteren Bereich die weiblichen Blüten und im oberen Bereich die männlichen; manchmal kommen auch sterile Blüten vor.
Die Blüten sind zwei- oder dreizählig. In zwittrigen Blüten befinden sich sechs, vier oder keine meist freie Blütenhüllblätter. Meist sind vier bis sechs, selten bis zu 22 Staubblätter und ein Fruchtknoten vorhanden. Ihre Staubfäden sind frei und die Staubbeutel besitzen zwei Theken. Drei Fruchtblätter sind zu einem meist dreikammerigen oder manchmal einkammerigen Fruchtknoten verwachsen.
Eingeschlechtigen Blüten fehlen fast immer Blütenhüllblätter, nur drei afrikanische Gattungen, darunter Zamioculcas, besitzen welche. Männliche Blüten haben meist zwei bis vier (ein bis sechs) freie Staubblätter oder zwei bis zwölf (selten bis zu 32) zu einem „Synandrium“ verwachsene Staubblätter, dabei sind kaum Staubfäden erkennbar, die Staubbeutel sind also fast sitzend. Sie öffnen sich an ihre Spitze mit Poren oder geraden bis hufeisenförmigen Schlitzen. Die Pollenkörner besitzen bei den meisten Gattungen keine Aperturen und kein Sporopollenin; die Exine hat sehr unterschiedliche Musterungen. In den weiblichen Blüten sind manchmal Staminodien vorhanden. Bei den weiblichen Blüten sind die Fruchtblätter zu einem meist einkammerigen, manchmal drei- bis vierkammerigen, meist oberständigen Fruchtknoten verwachsen. In jeder Fruchtknotenkammer sind ein bis viele Samenanlagen vorhanden. Der meist kaum erkennbare Griffel endet in einer während der Anthese feuchten Narbe, die manchmal deutlich gelappt ist.
Bei den Lemnoideae ist der Blütenstand (der nur selten zu finden ist) auf ein bis zwei Blüten reduziert und die eingeschlechtigen Blüten enthalten nur ein bis zwei Staubblätter oder nur ein Fruchtblatt mit ein bis sieben Samenanlagen.

### Fruchtstände, Früchte und Samen
Sie bilden ein- bis vielsamige Beeren. Die Beeren stehen meist einzeln in den Fruchtständen oder selten bilden sie eine Sammelfrucht bei den Cryptocoryne oder bei Syngonium. Die Beeren bleiben meist geschlossen oder bei den Monstereae ohne Amydrium platzen sie auf. Die Beeren bleiben grün oder färben sich bei Reife meist rot, weiß oder gelb, selten blau. Die Beeren sind manchmal saftig. Endosperm ist reichlich vorhanden bis fehlend.

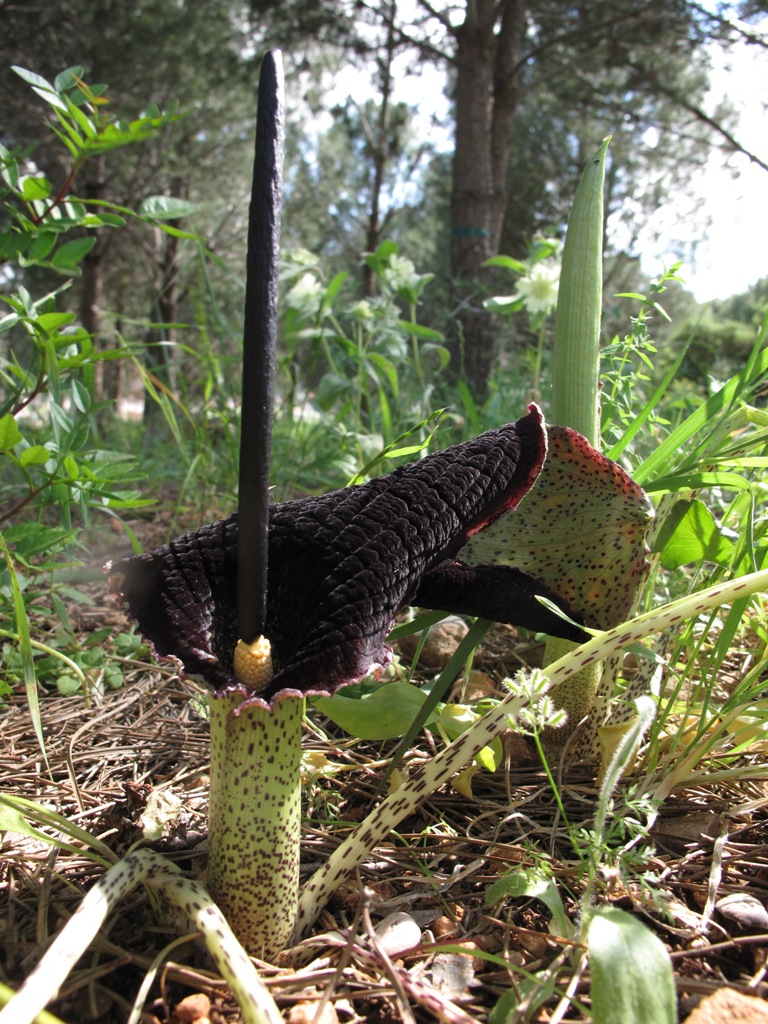
Tribus Areae: Blütenstand von Eminium spiculatum

### Blütenökologische Besonderheiten an Beispielen einzelner Arten

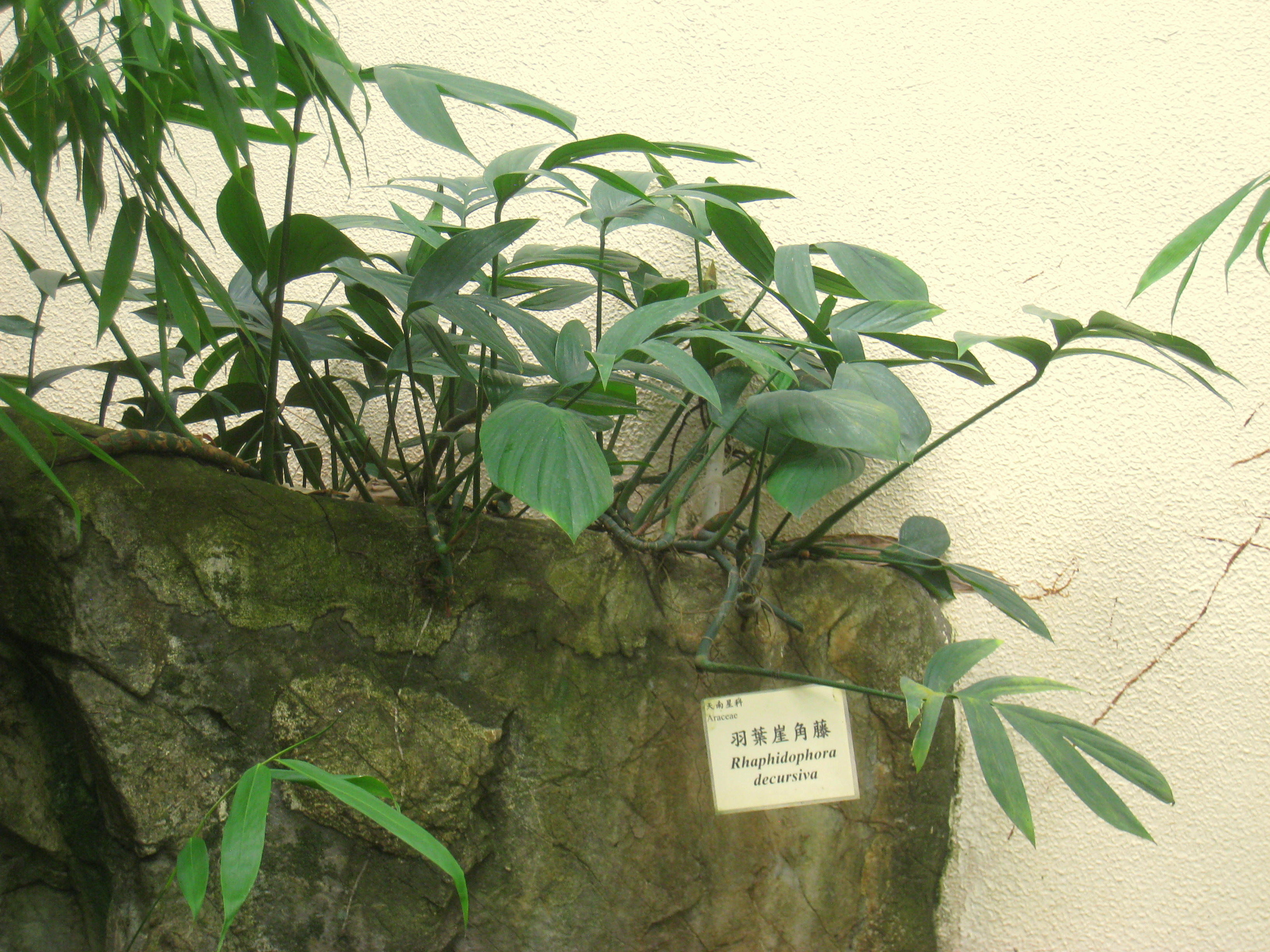
Unterfamilie Pothoideae Tribus Monstereae: Rhaphidophra decursiva

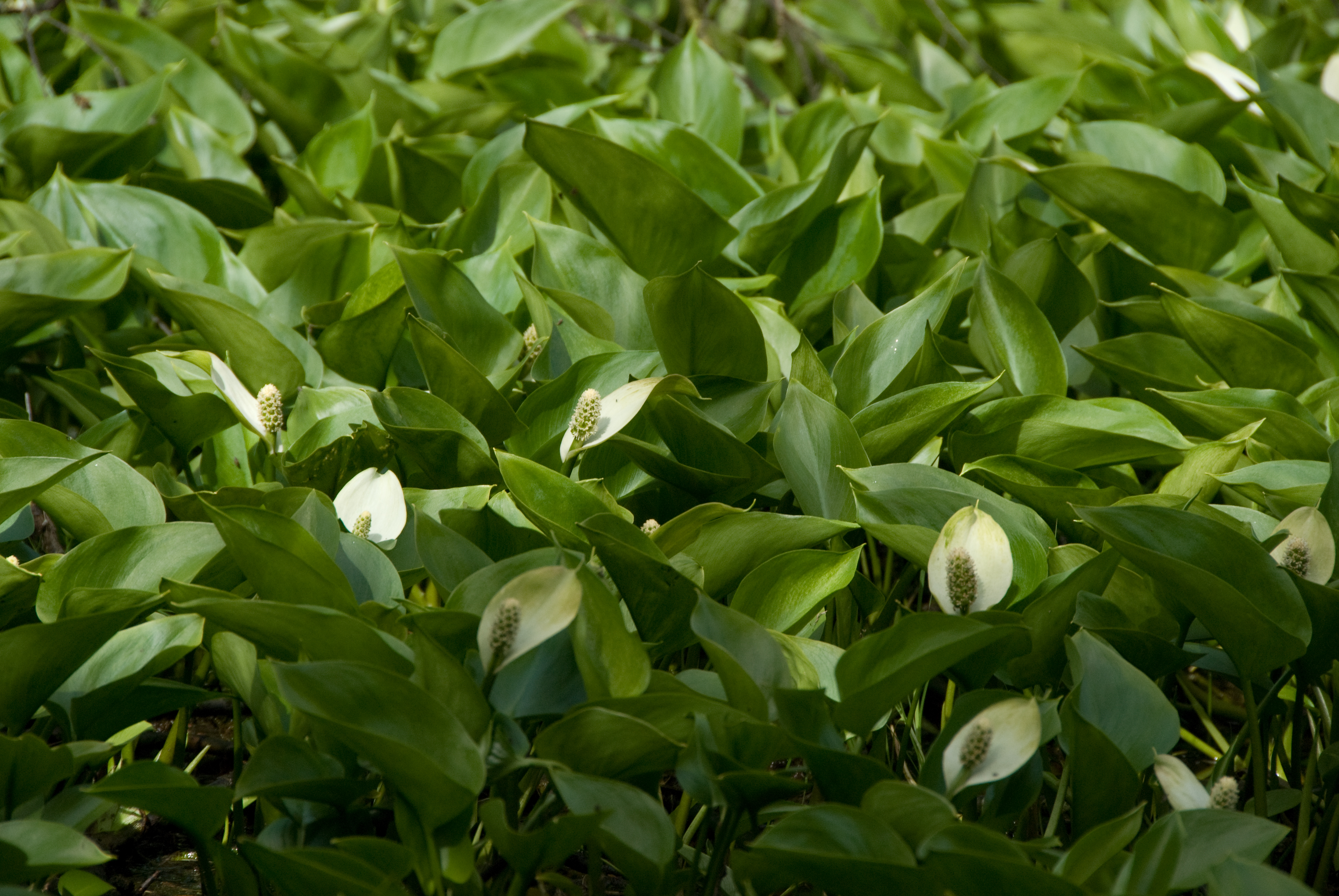
Unterfamilie Calloideae: Habitus, Laubblätter und Blütenstände der Sumpf-Calla (Calla palustris)

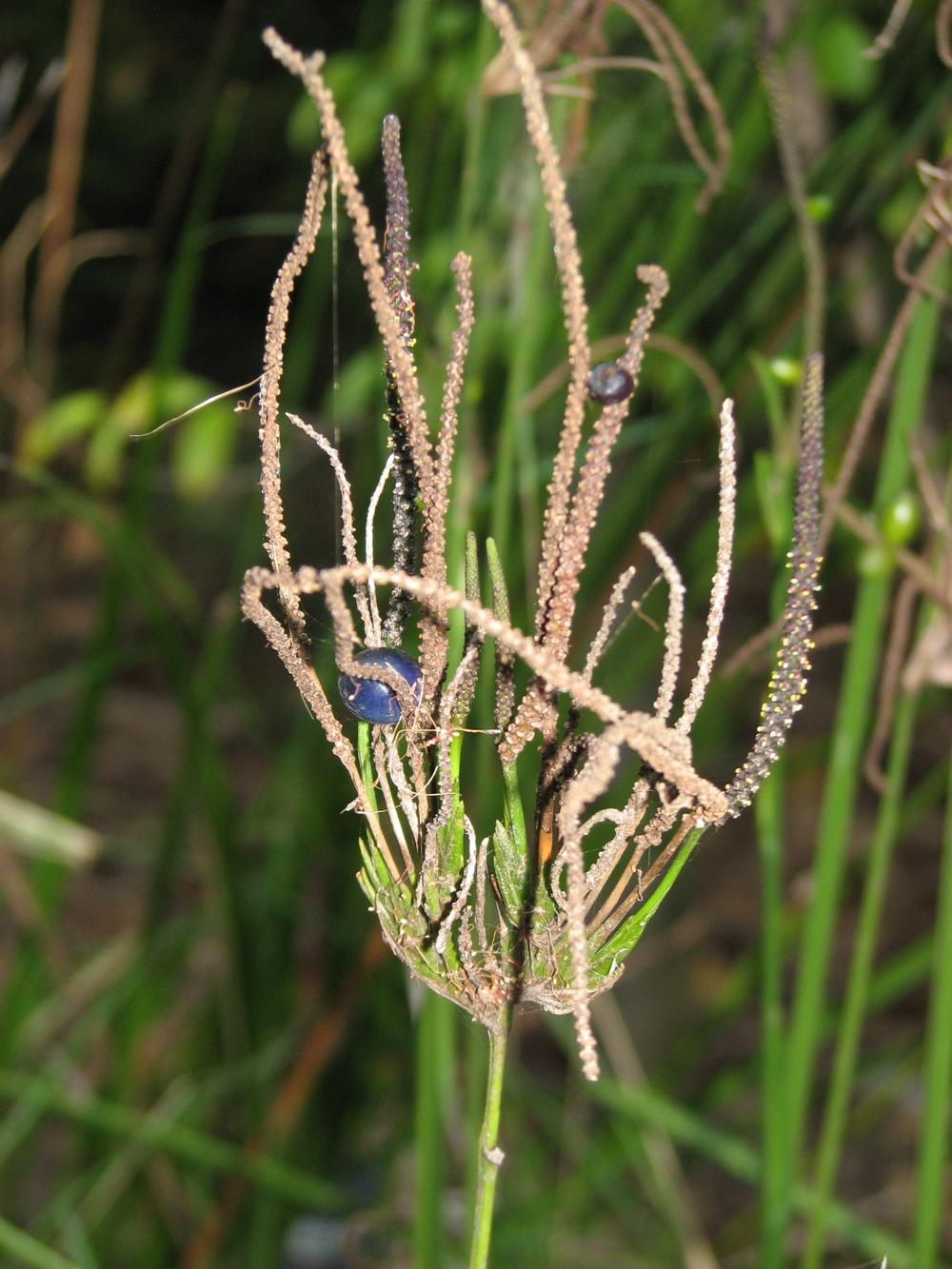
Unterfamilie Gymnostachydoideae: Fruchtstand von Gymnostachys anceps

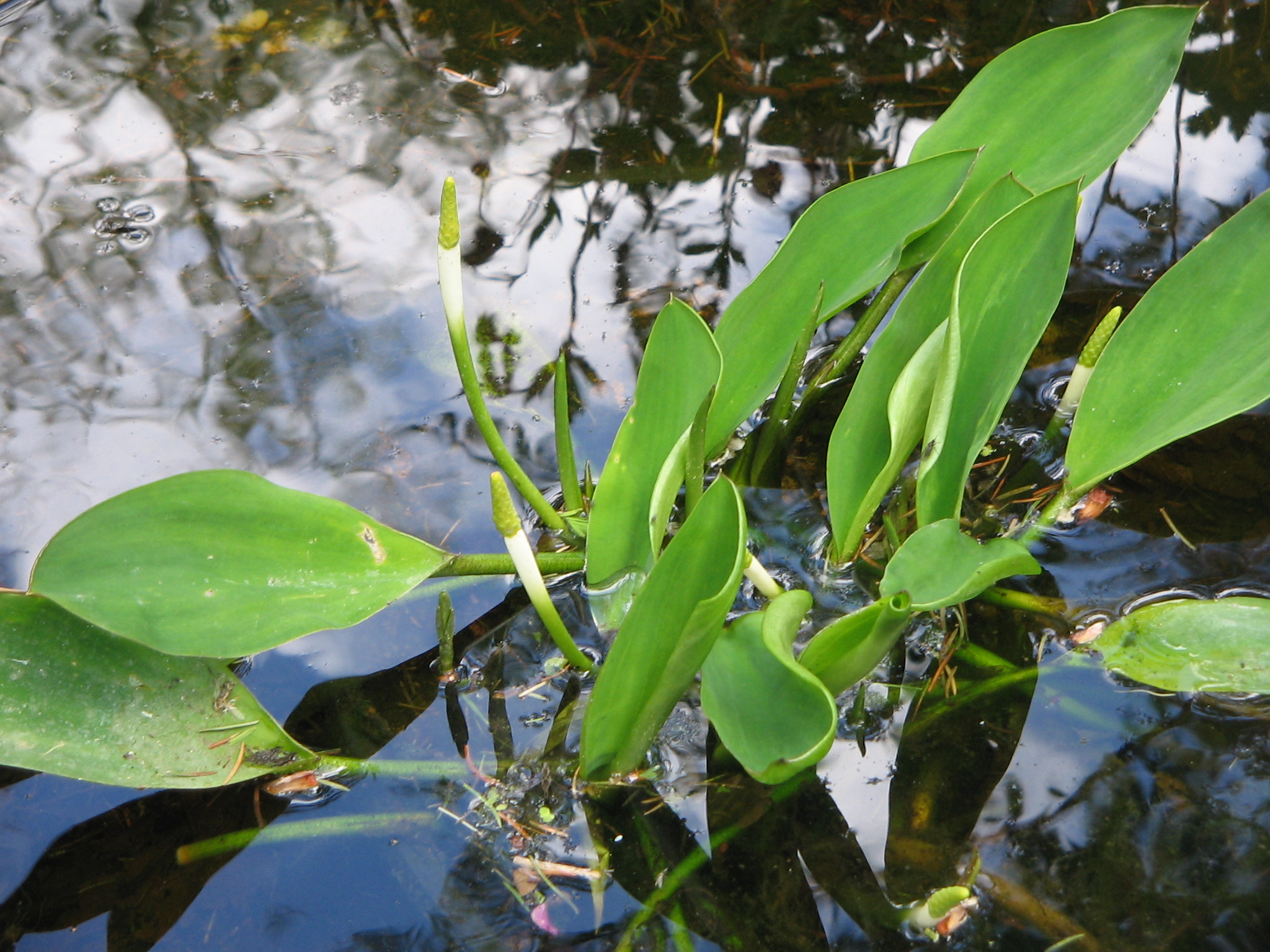
Unterfamilie Orontioideae: Die Wasserpflanze Orontium aquaticum

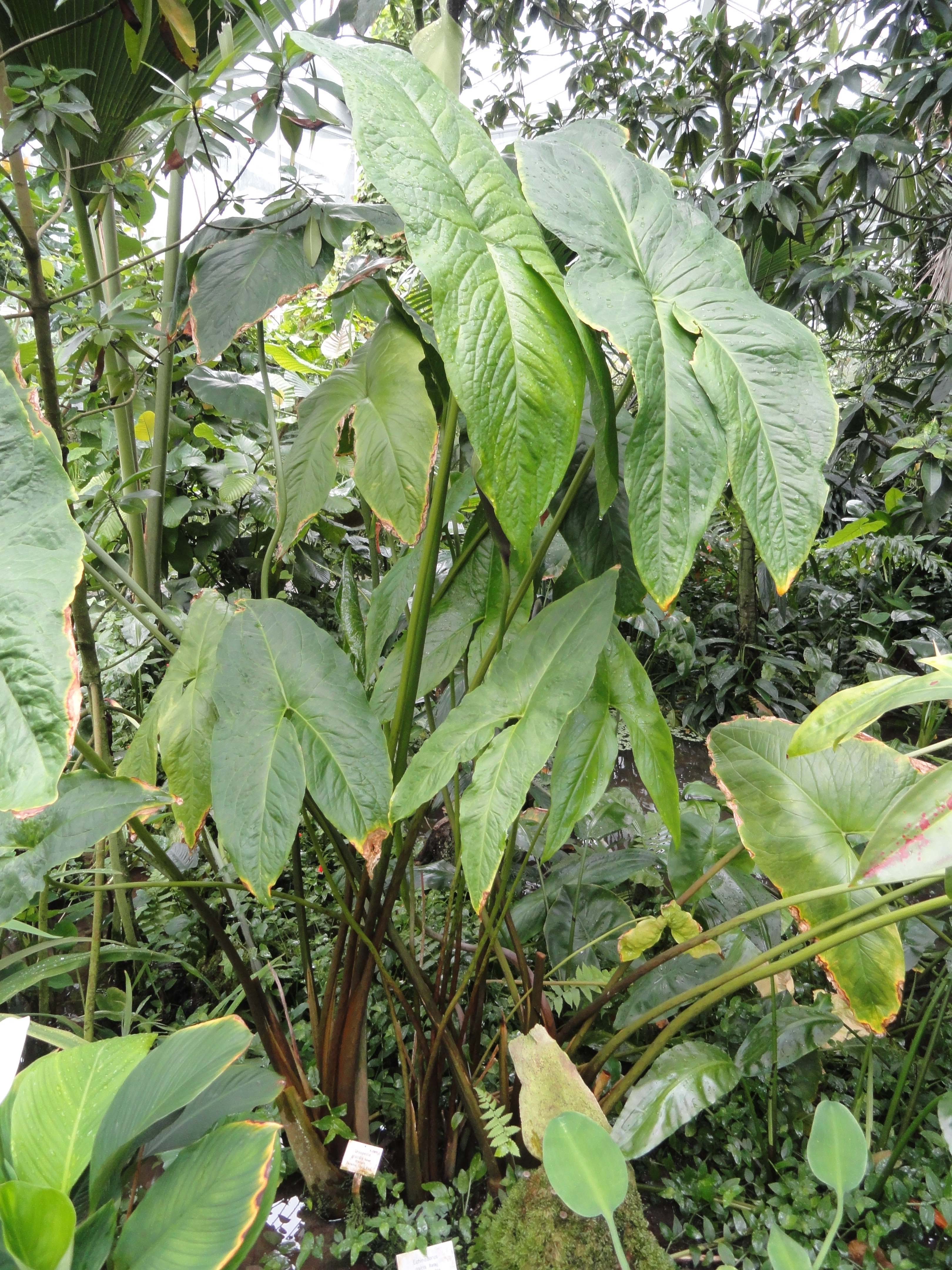
Unterfamilie Lasioideae: Urospatha grandis

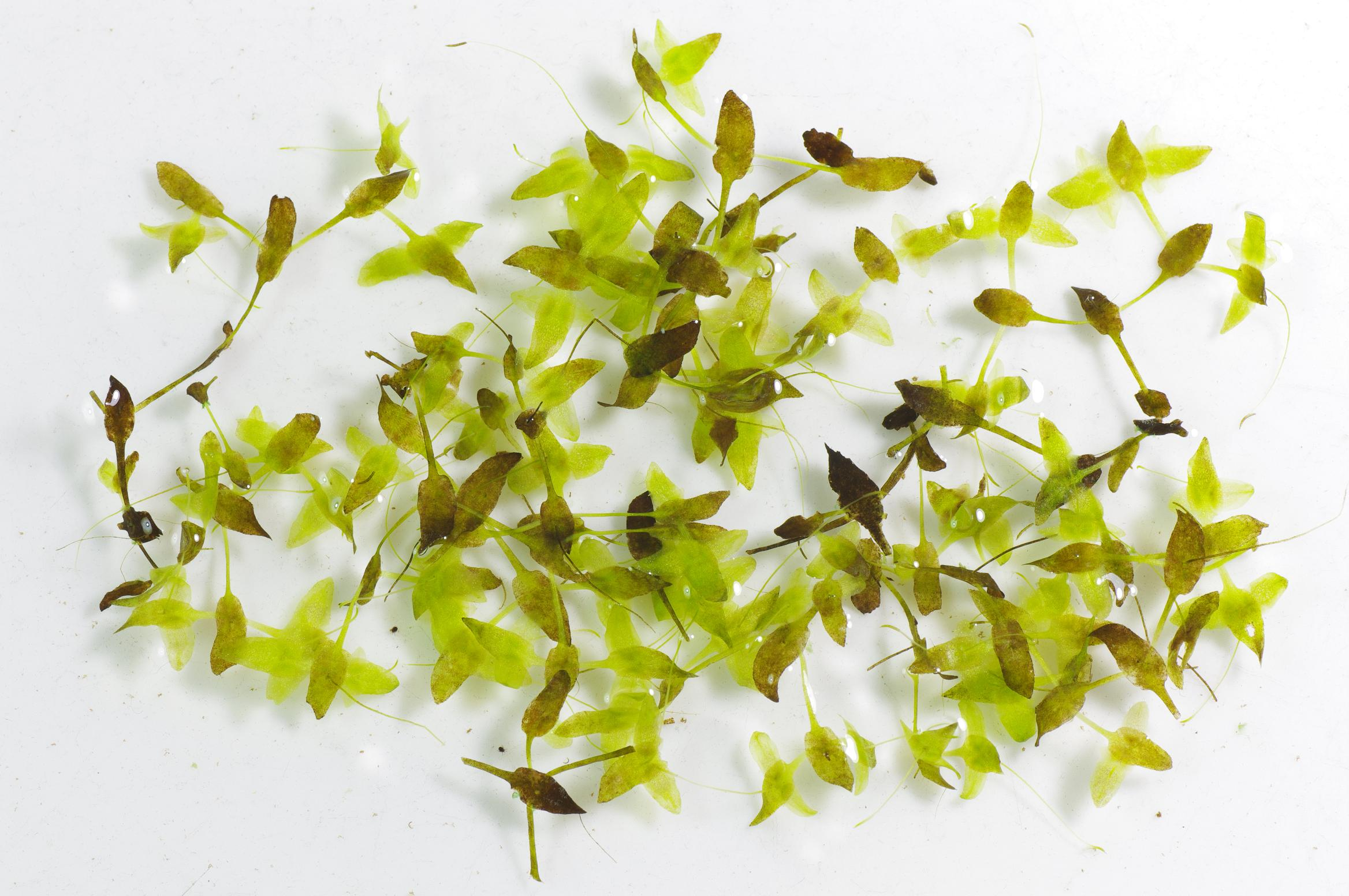
Unterfamilie Lemnoideae: Die Wasserpflanze Lemna trisulca

Im Frühjahr kann man die Pfeilblätter des Gefleckten Aronstabes (Arum maculatum) im Laubwald entdecken. Der bräunliche Kolben (Spadix) verströmt einen muffigen, urinartigen Geruch, den manche Insekten unwiderstehlich finden. Reusenhaare an der Einschnürung im unteren Drittel verhindern ein vorzeitiges Entkommen der Insekten. Erst nachdem ausreichend Pollen von den männlichen auf die weibliche Aronstabblüten gelangt sind, öffnet sich das Gefängnis wieder. Einen ähnlichen Bestäubungsmechanismus besitzt die Eidechsenwurz (Typhonium venosum).
Andere Aronstabgewächse wie bei den Gattungen Flamingoblumen (Anthurium), Spathiphyllum oder auch Zantedeschia scheinen für Insekten durch die Farbe ihres Hochblatts und ihren Duft besonders für männliche Bienen attraktiv zu sein.
Zu den Aronstabgewächsen zählt auch die Pflanzenart mit dem „größten Blütenstand“, eigentlich der „größten Blume“, (der größte Blütenstand ist der von Puya raimondii) der Welt, die aus Sumatra stammende Titanenwurz (Amorphophallus titanum). Dieser Blütenstand stinkt unangenehm nach Aas, wovon Aaskäfer stark angezogen werden.
Als Besonderheit haben die Araceae mit ihrer alternativen Atmungskette eine Möglichkeit entwickelt, Wärme im Spadix zu produzieren. Diese Wärmeentwicklung nutzt zum Beispiel die Art Arum maculatum, um die Blütendüfte (Aasgeruch) besser zu verflüchtigen und damit Insekten anzulocken. Andere Arten wie Symplocarpus foetidus hingegen bewahren durch die in den Mitochondrien des zentralen Blütenstiels generierte Wärme ihre Blütenstände vor Frost- und Kälteschäden: selbst bei Umgebungstemperaturen unterhalb des Gefrierpunkts vermag die Pflanze ihre innere Temperatur konstant bei 20°C zu halten.

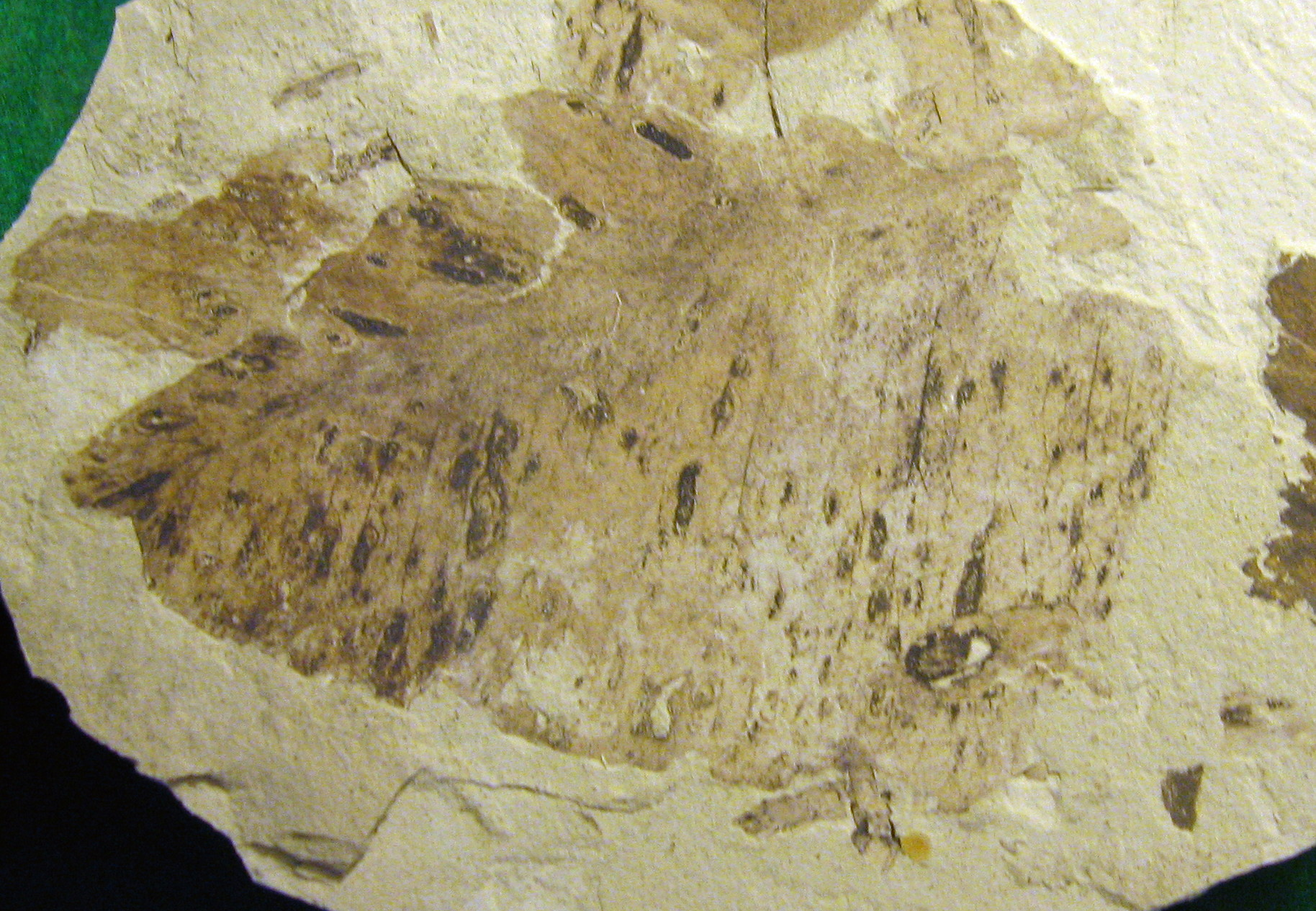
Fossiles Laubblatt des ausgestorbenen Orontium wolfei aus der Klondike Mountain Formation, Ferry County, Washington, USA, 48,5 Millionen Jahre vor Heute

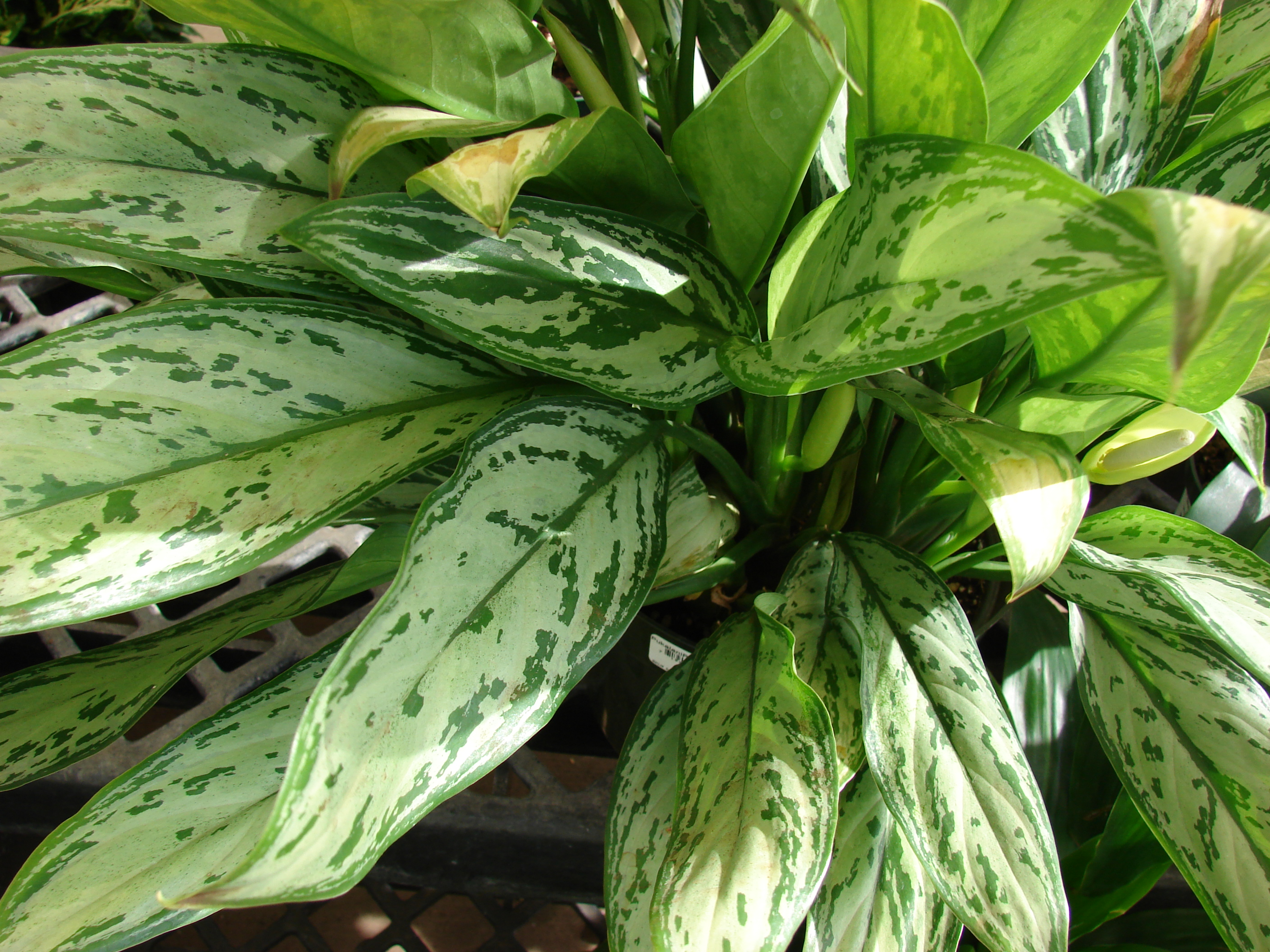
Unterfamilie Aroideae Tribus Aglaonemateae: Aglaonema commutatum als Topfpflanze

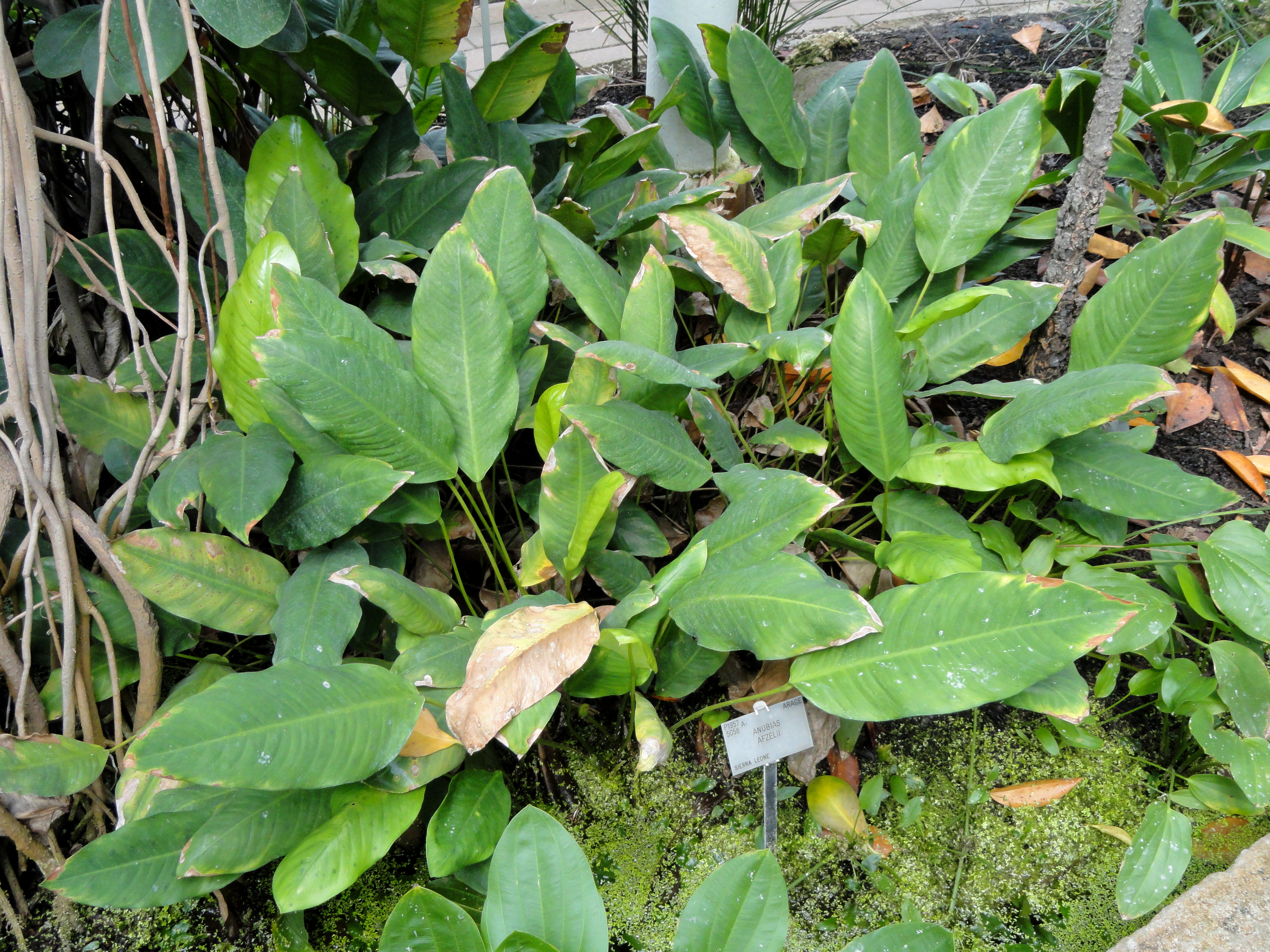
Unterfamilie Aroideae Tribus Anubiadeae: Habitus und gestielte Laubblätter von Anubias afzelii

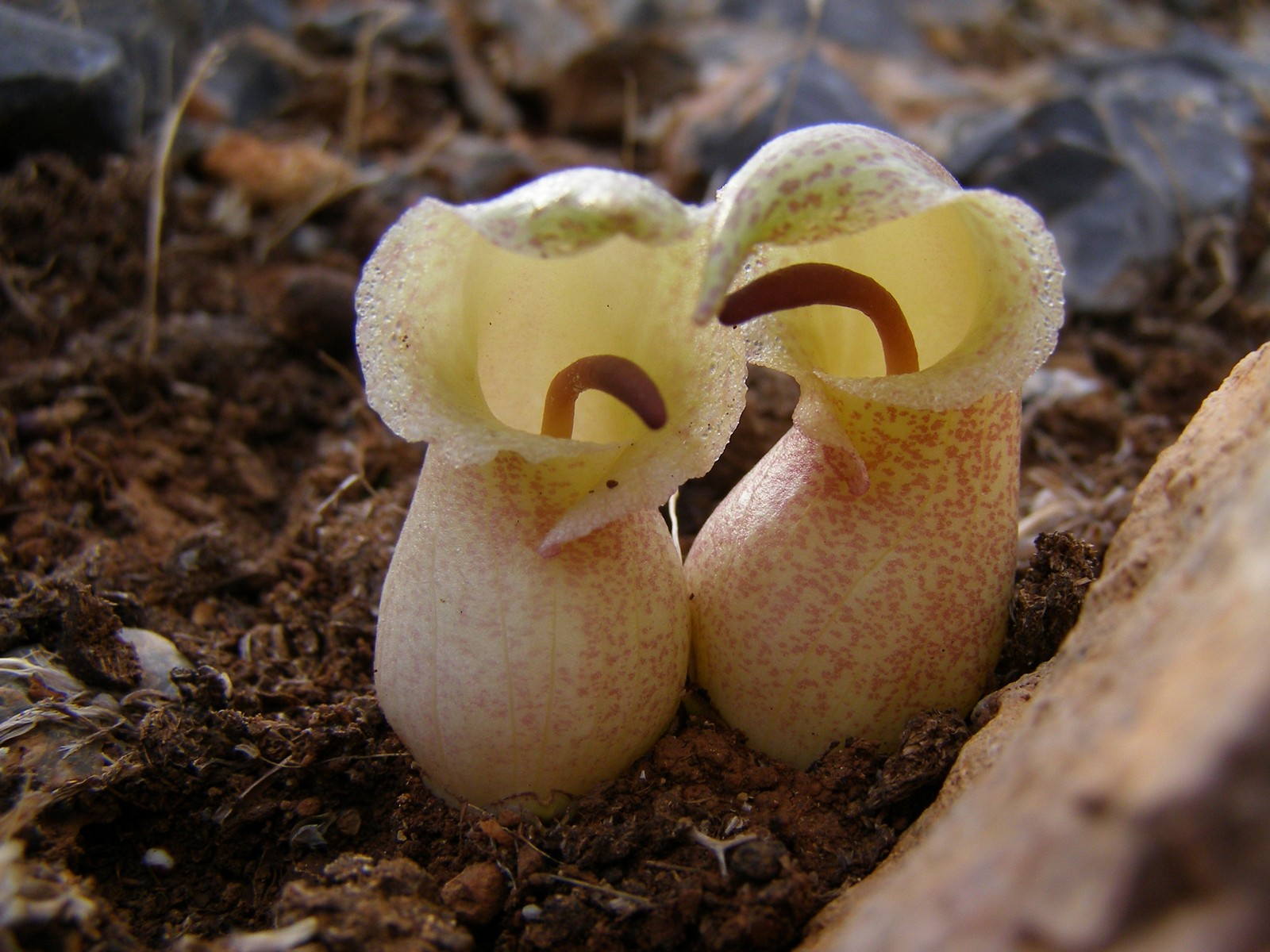
Unterfamilie Aroideae Tribus Areae: Blütenstände von Biarum davisii, ein Endemit aus Kreta

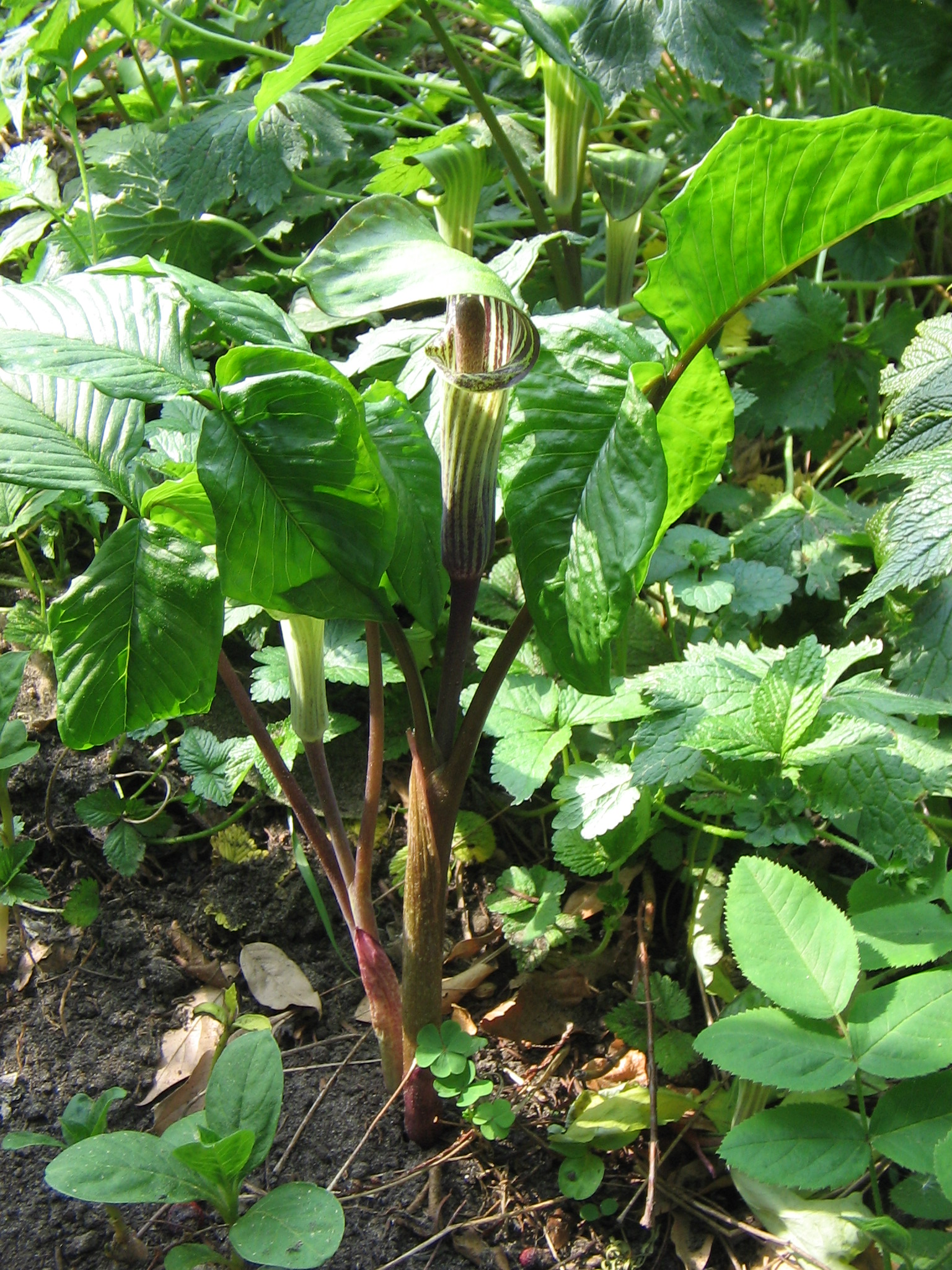
Unterfamilie Aroideae Tribus Arisaemateae: Habitus, Laubblätter und Blütenstand von Arisaema triphyllum

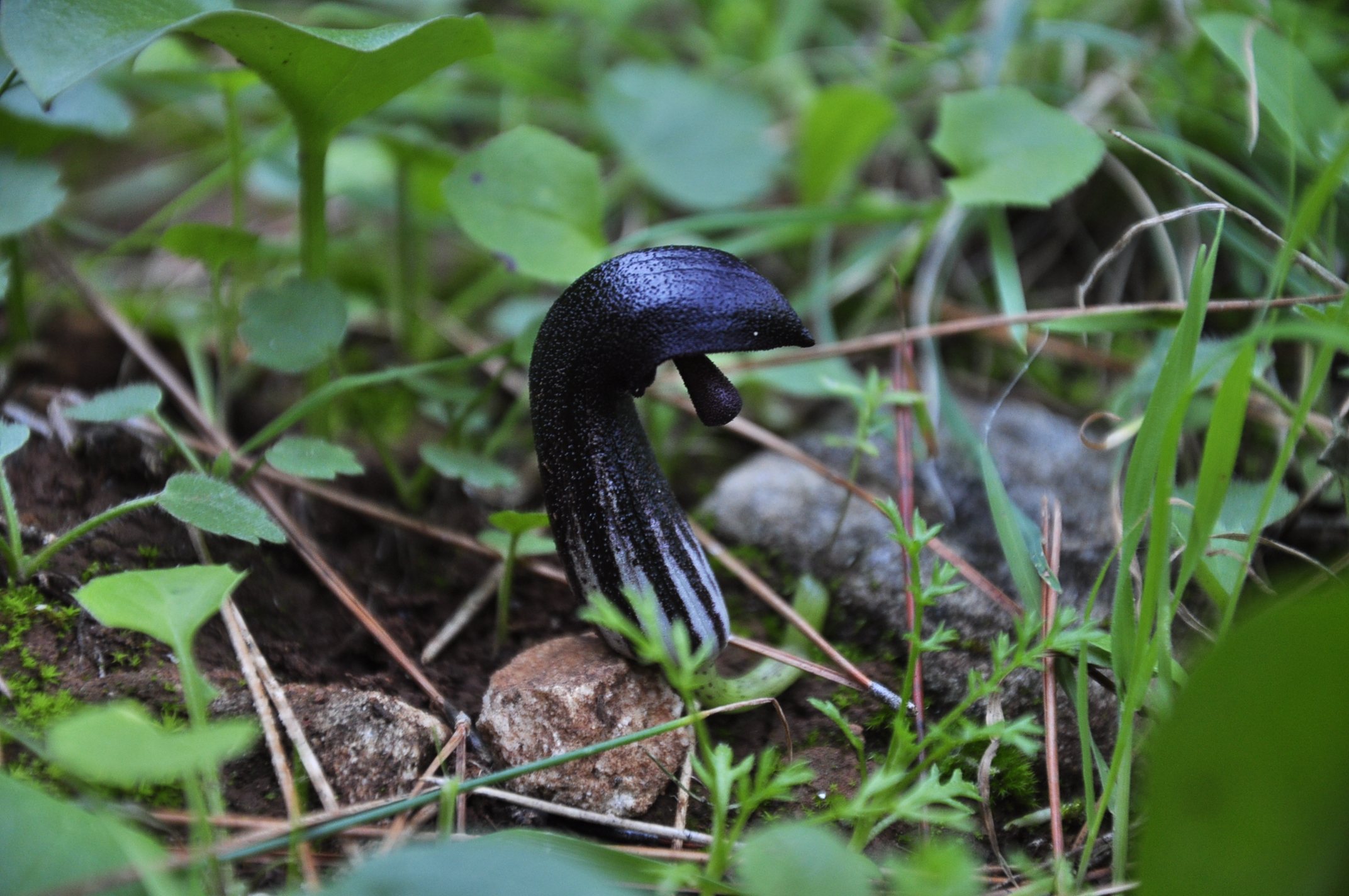
Unterfamilie Aroideae Tribus Arisareae: Blütenstand von Arisarum simorrhinum

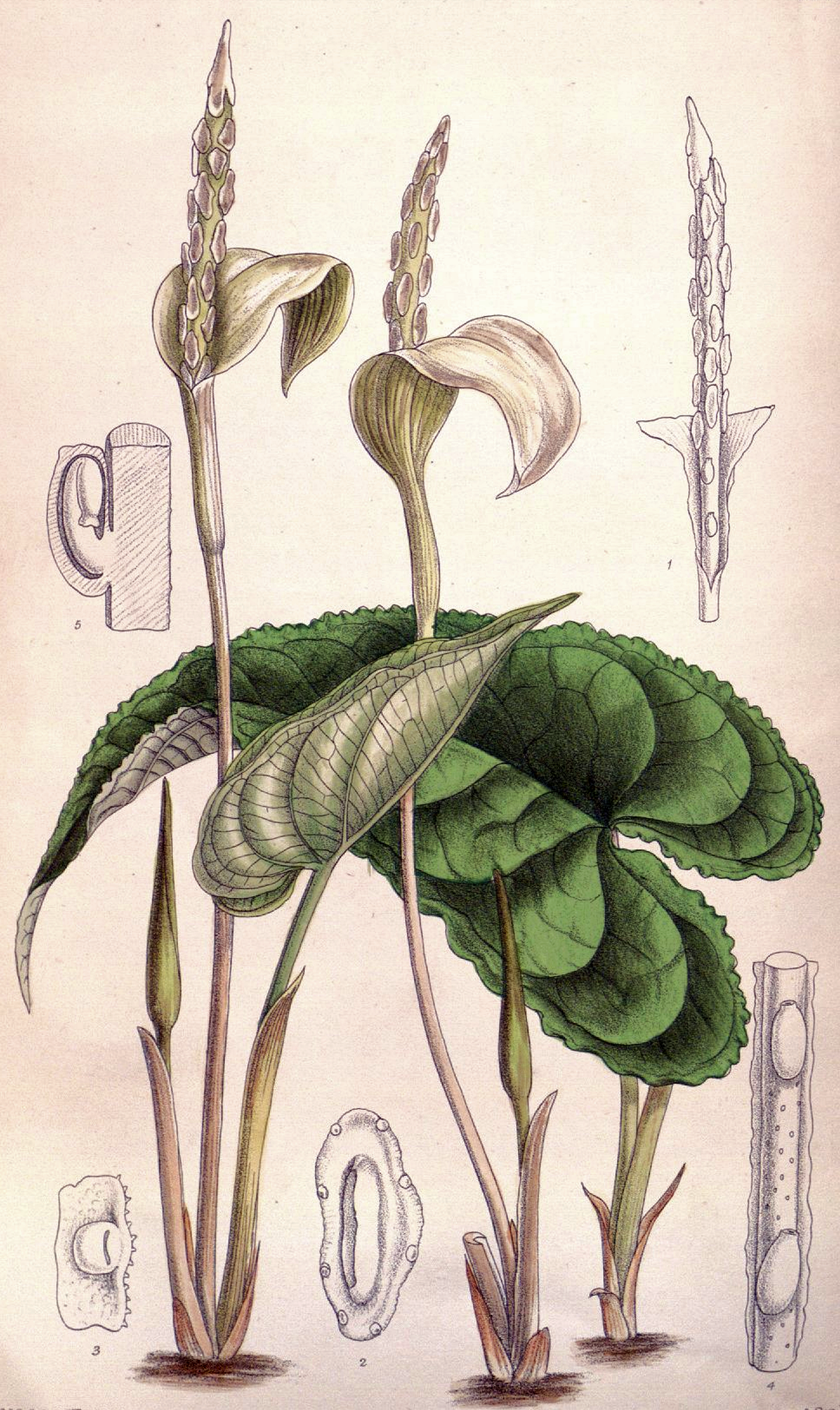
Unterfamilie Aroideae Tribus Caladieae: Illustration von Hapaline brownii

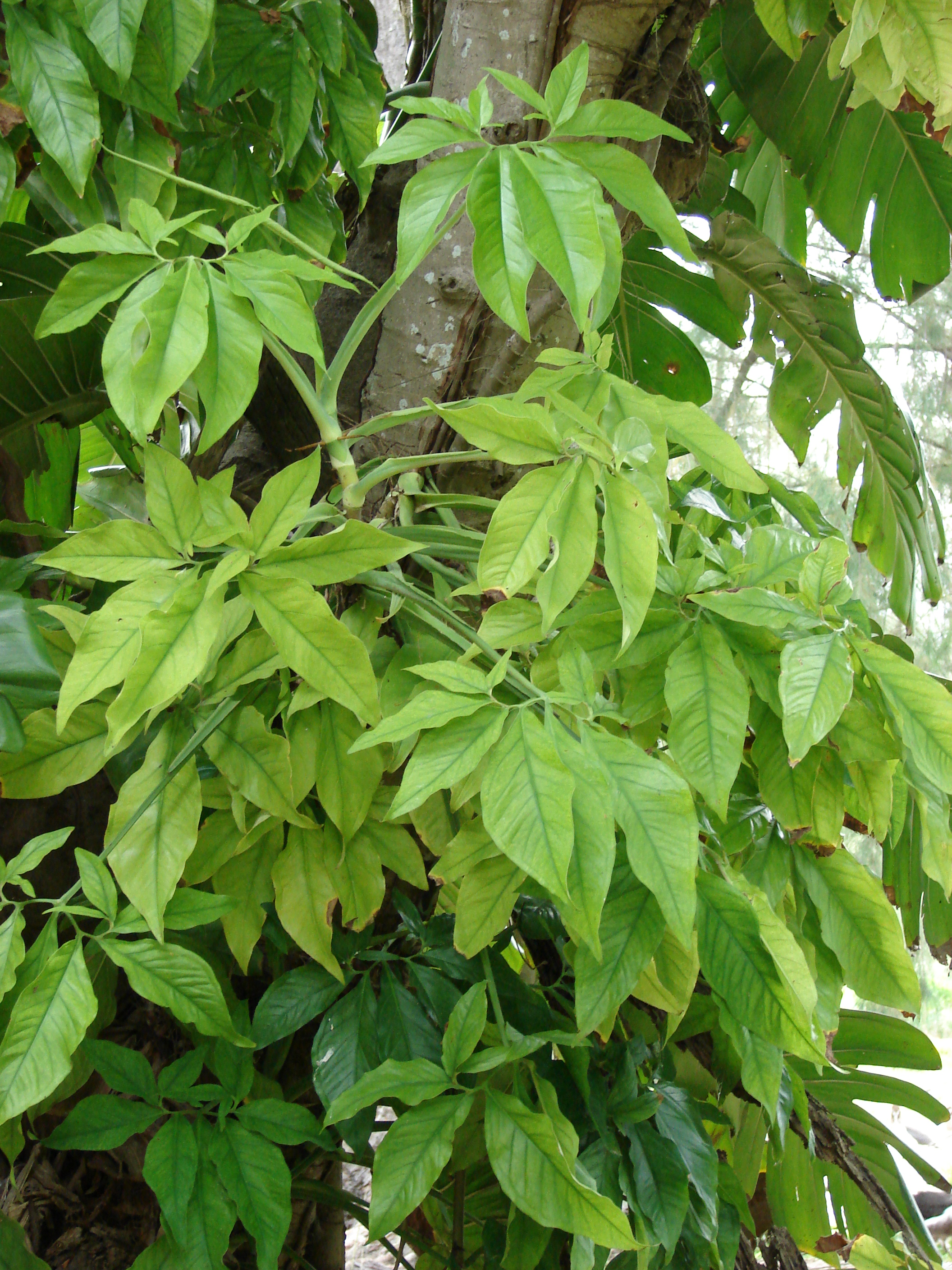
Unterfamilie Aroideae Tribus Caladieae: Habitus und handförmig geteilte Laubblätter von Syngonium podophyllum

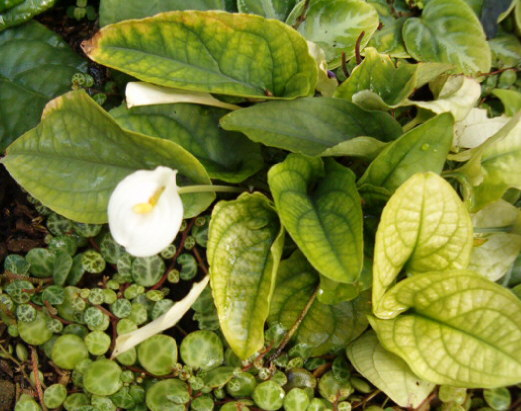
Unterfamilie Aroideae Tribus Callopsideae: Habitus, Laubblätter und Blütenstand von Callopsis volkensii

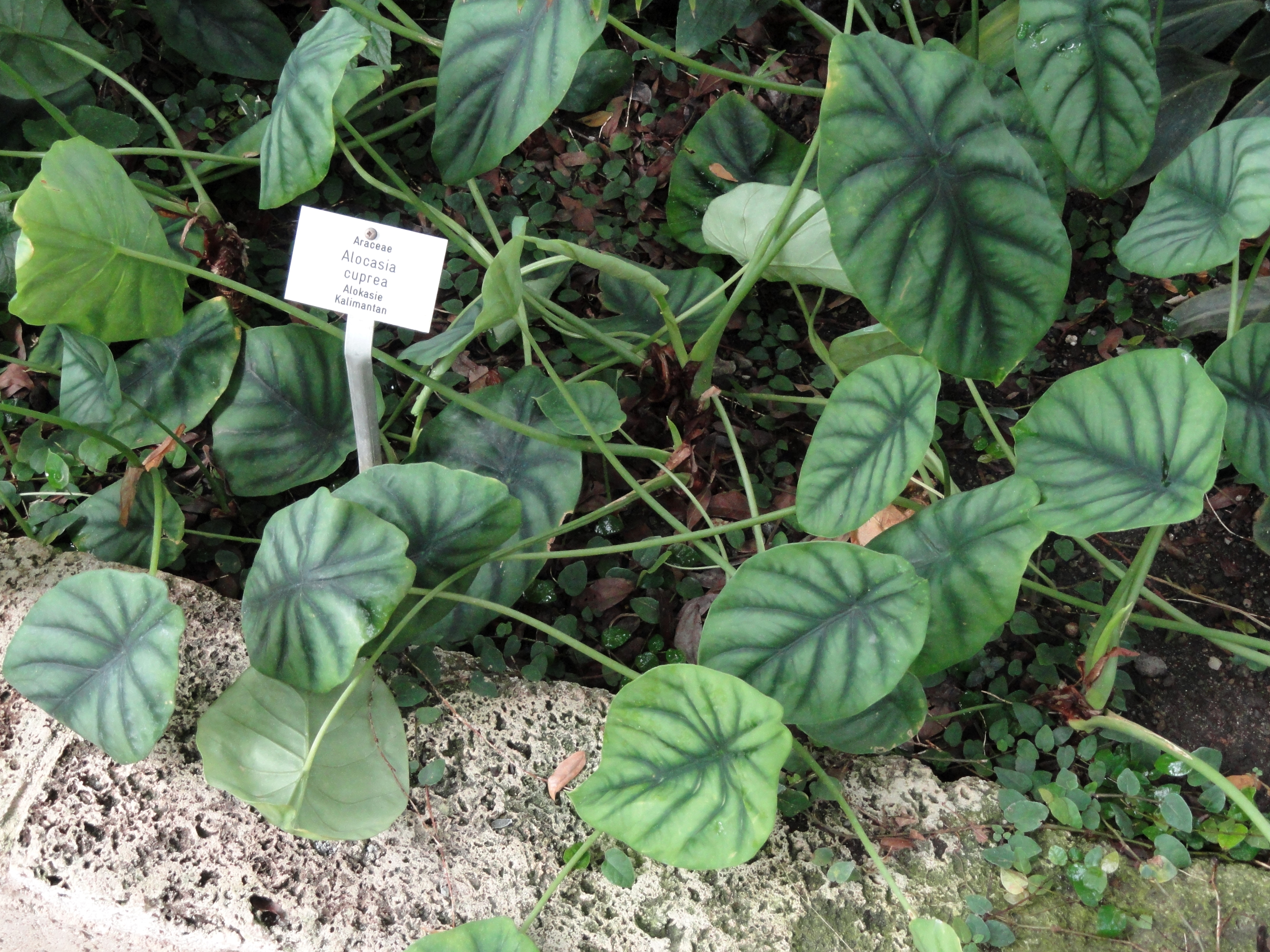
Unterfamilie Aroideae Tribus Colocasieae: Habitus und Laubblätter von Alocasia cuprea

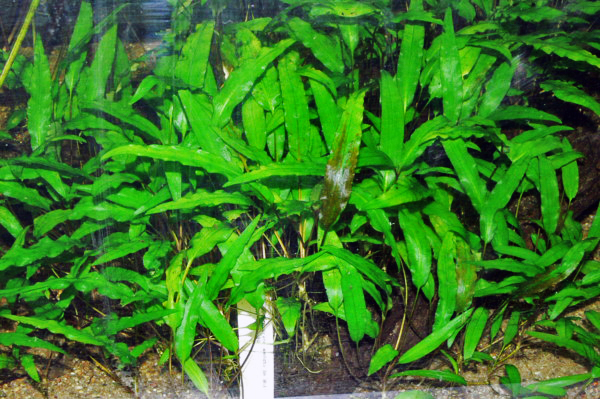
Unterfamilie Aroideae Tribus Cryptocoryneae: Submerse Cryptocoryne wendtii

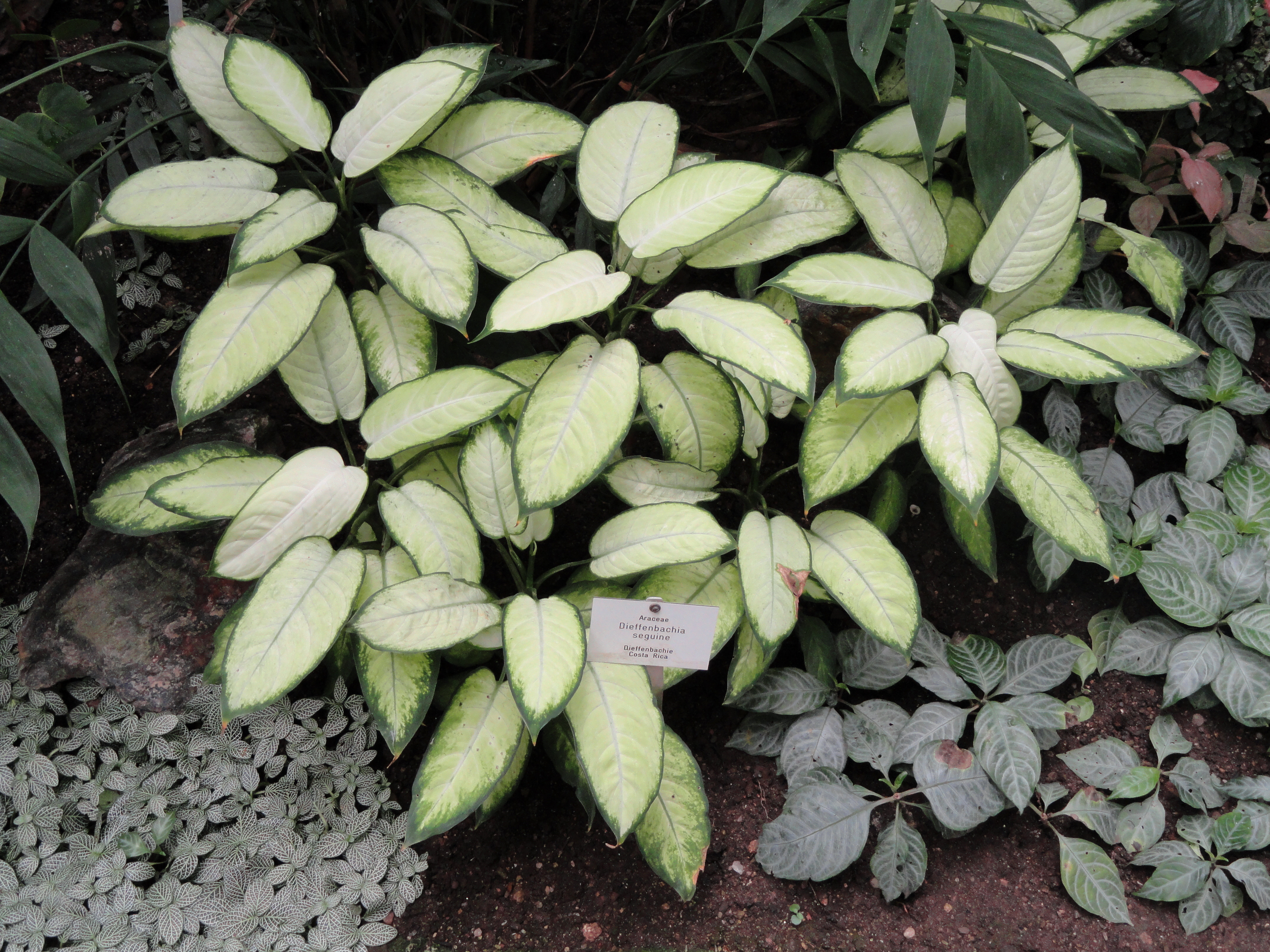
Unterfamilie Aroideae Tribus Dieffenbachieae: Habitus und gestielte Laubblätter von Dieffenbachia seguine

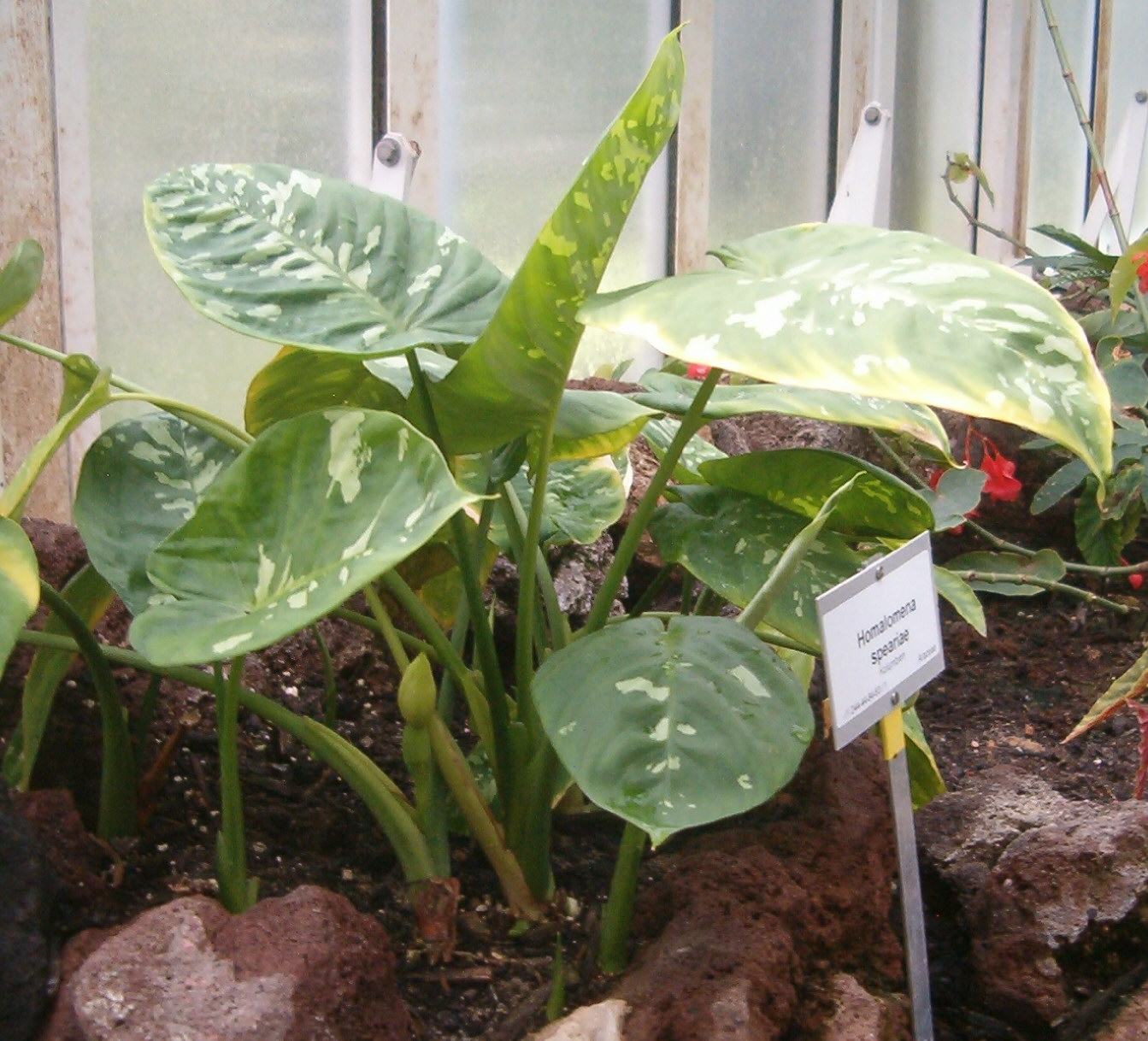
Unterfamilie Aroideae Tribus Homalomeneae: Habitus, gestielte Laubblätter und Blütenstand von Homalomena speariae

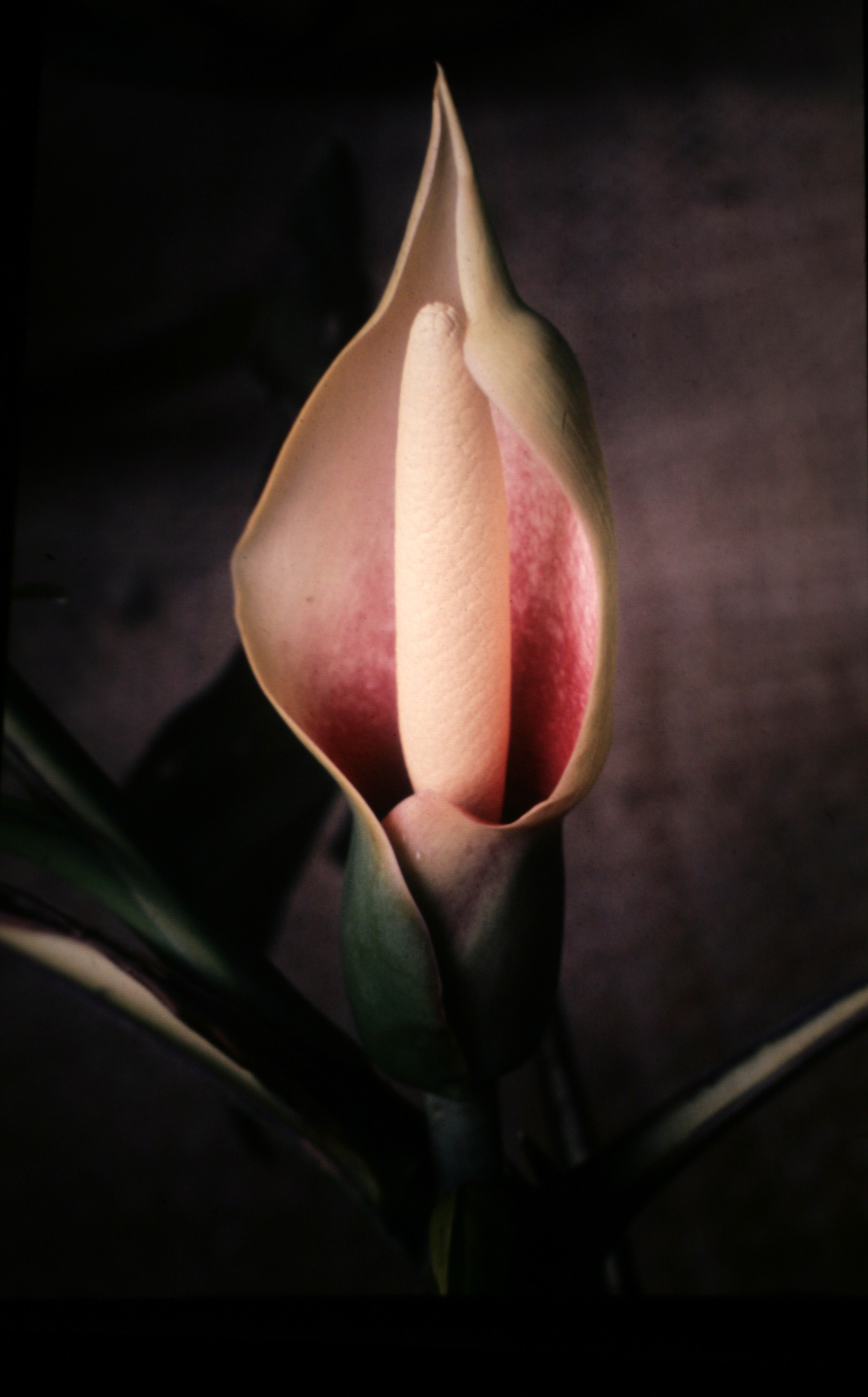
Unterfamilie Aroideae Tribus Montrichardieae: Blütenstand von Montrichardia arborescens

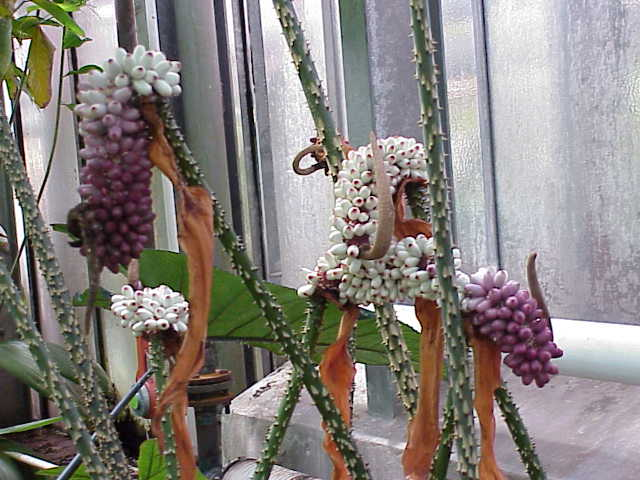
Unterfamilie Aroideae Tribus Nephthytideae: Fruchtstände von Anchomanes giganteus

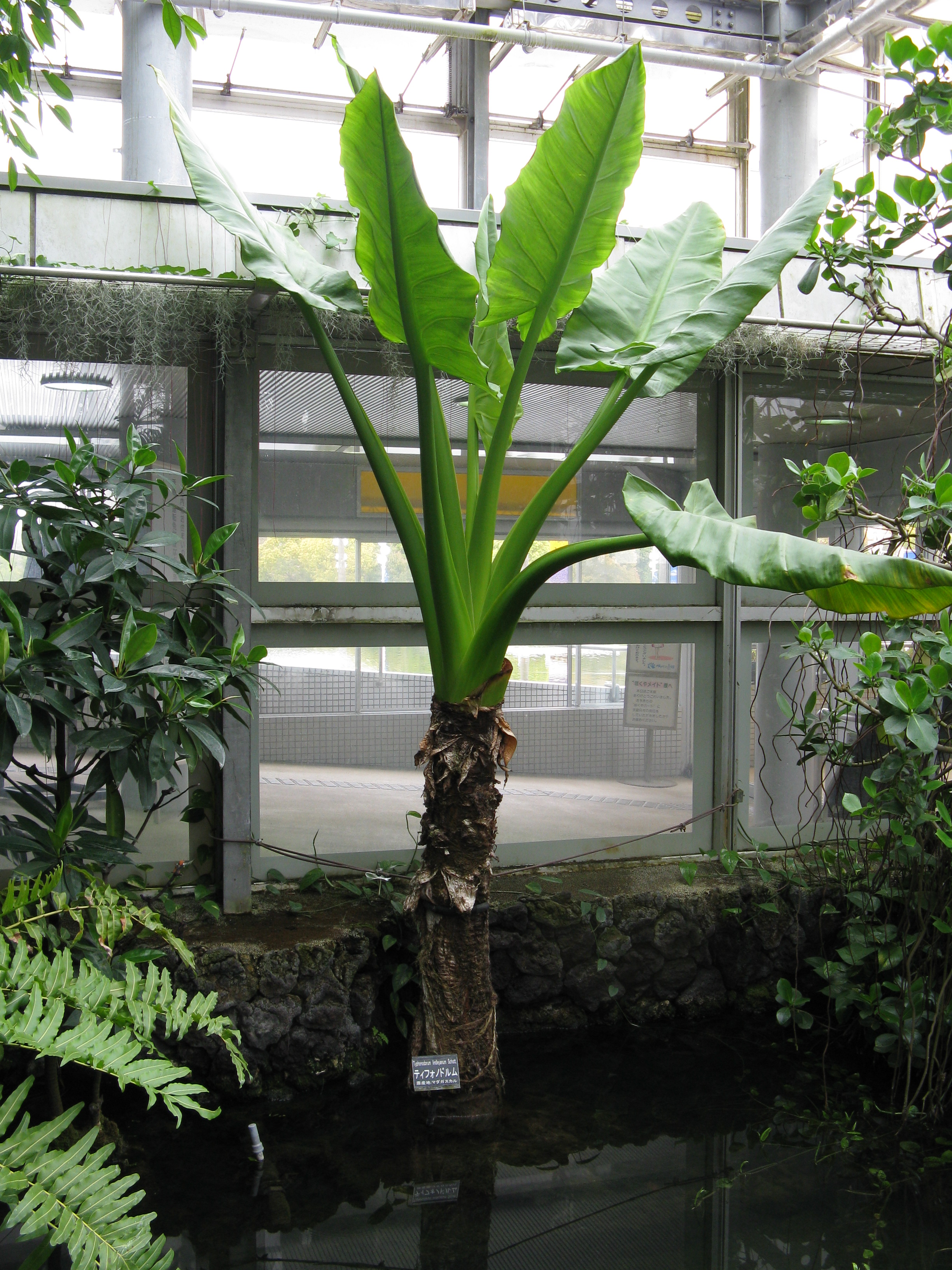
Unterfamilie Aroideae Tribus Peltandreae: Habitus von Typhonodorum lindleyanum

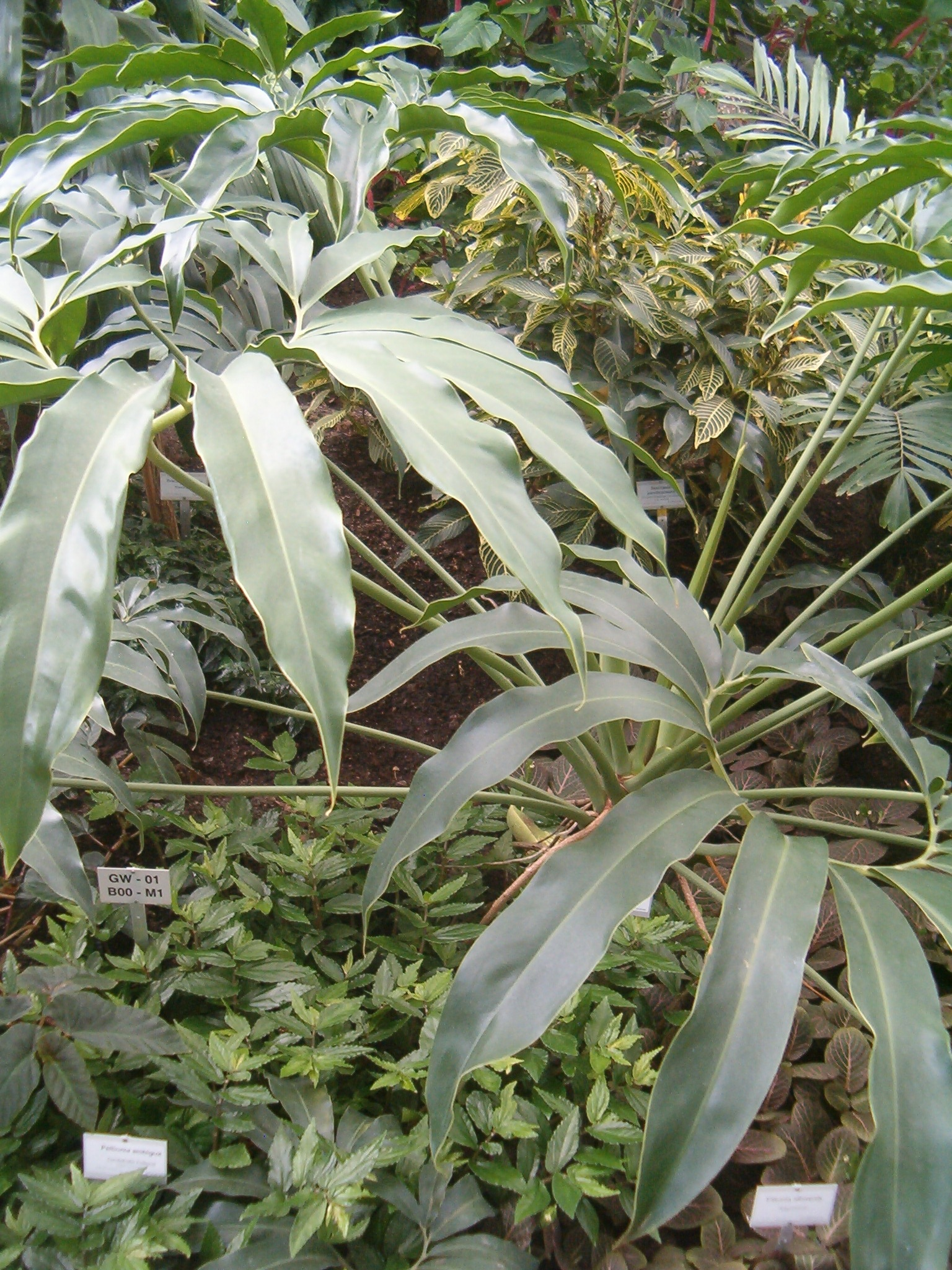
Unterfamilie Aroideae Tribus Philodendreae: Habitus und Laubblätter von Philodendron goeldii

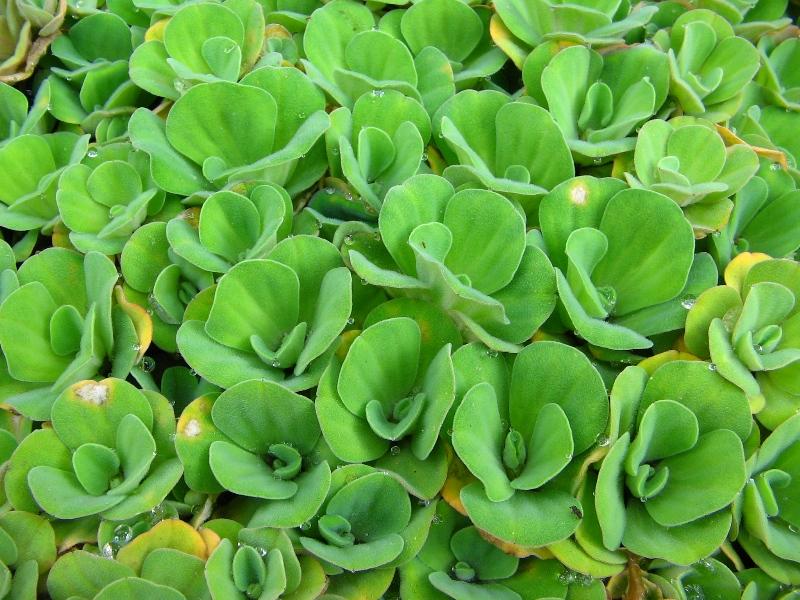
Unterfamilie Aroideae Tribus Pistieae: Habitus der Wasserpflanze Wassersalat (Pistia stratiotes)

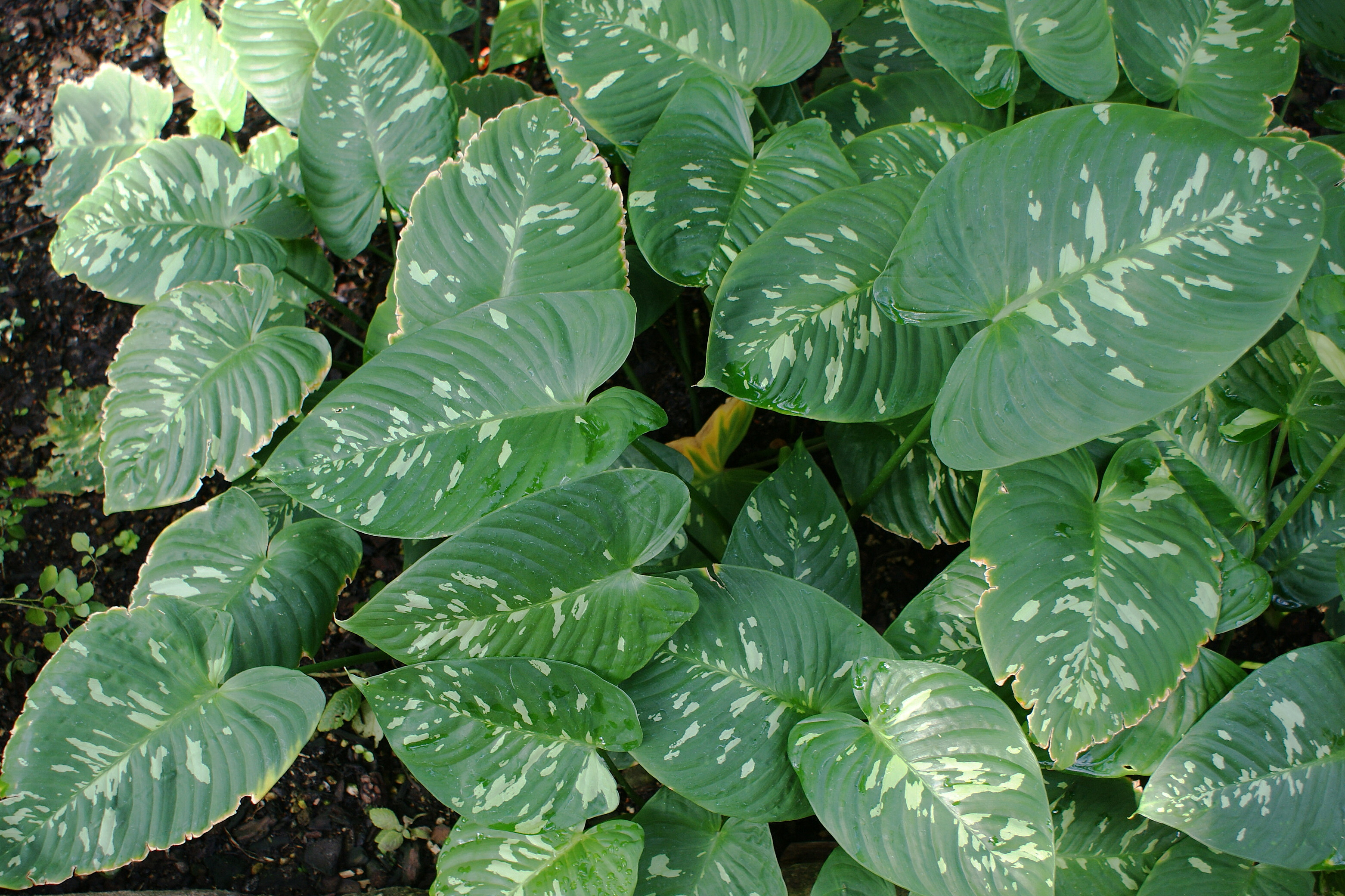
Unterfamilie Aroideae Tribus Schismatoglottideae: Habitus und Laubblätter von Schismatoglossis calyptrata

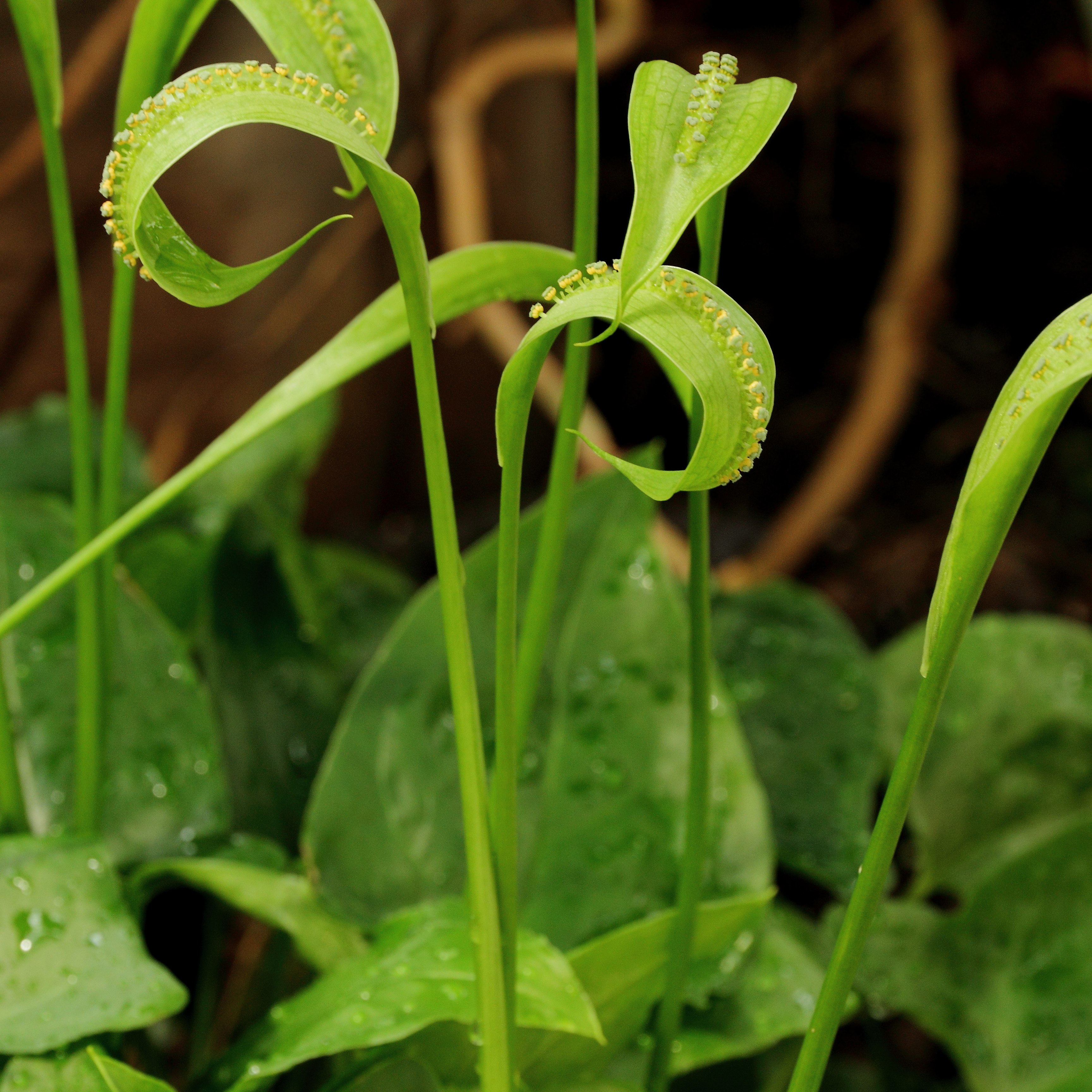
Unterfamilie Aroideae Tribus Spathicarpeae: Blütenstände von Spathicarpa hastifolia

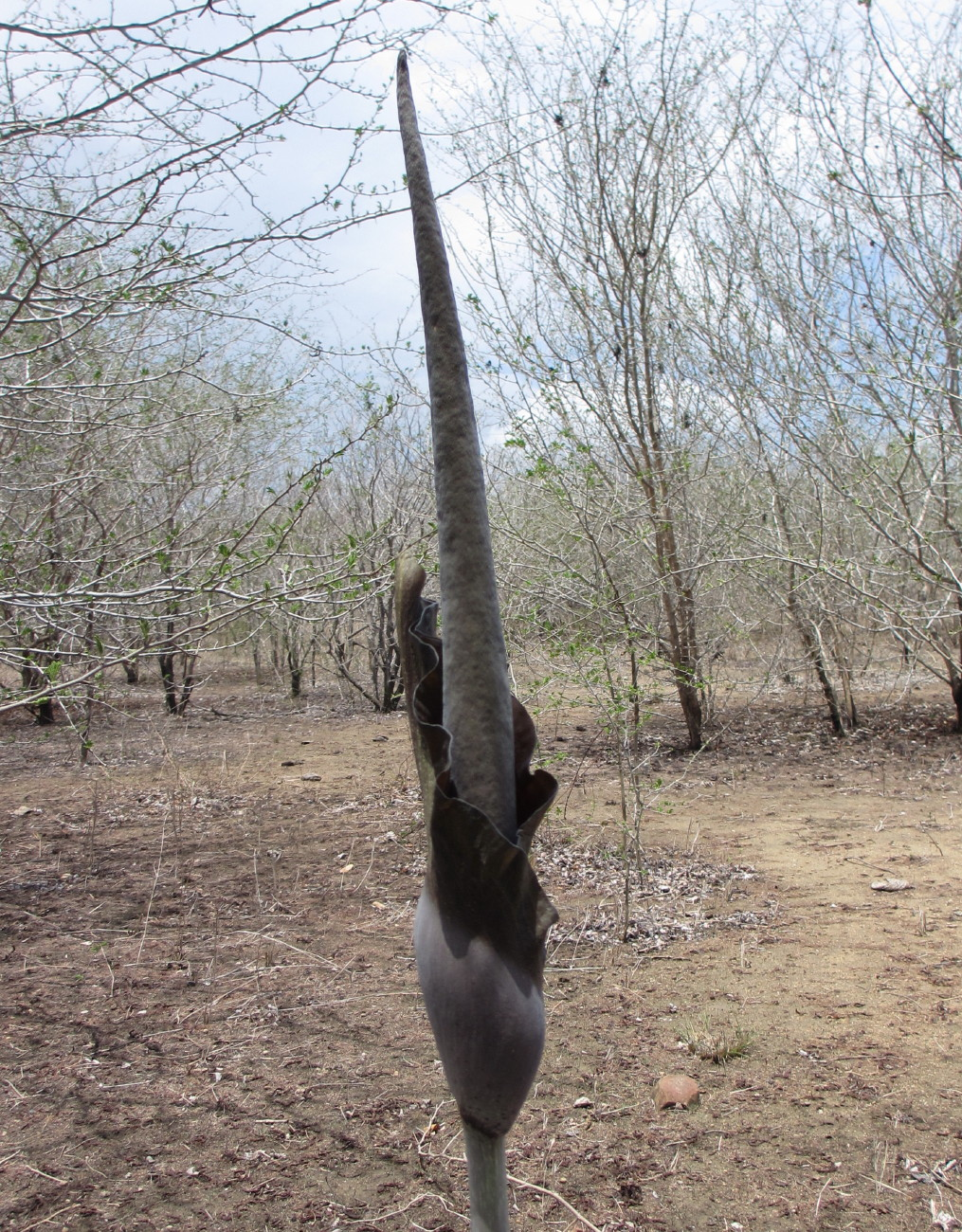
Unterfamilie Aroideae Tribus Thomsonieae: Blütenstand von Amorphophallus maximus

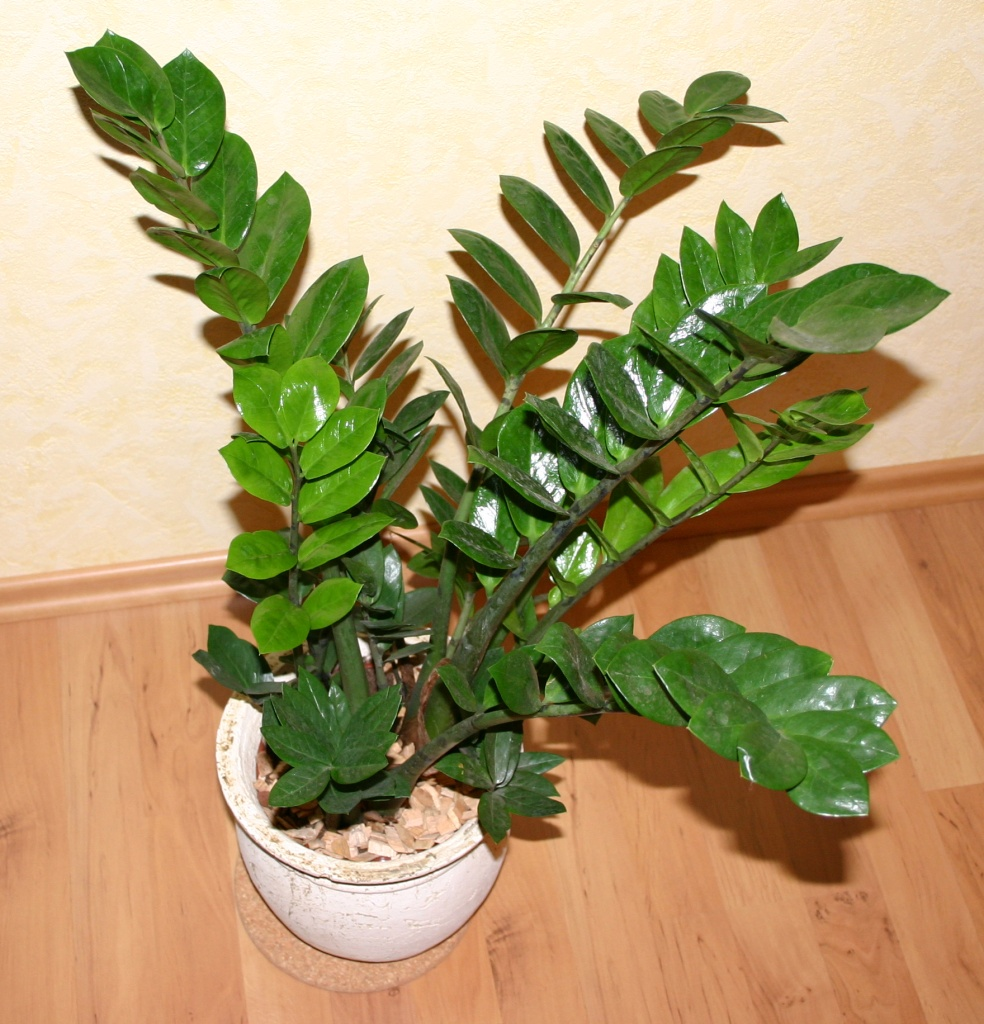
Unterfamilie Aroideae Tribus Zamioculcadeae: Zamioculcas zamiifolia als Topfpflanze

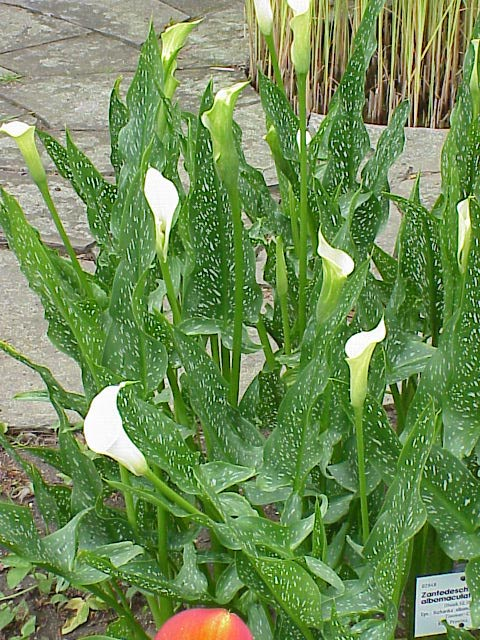
Unterfamilie Aroideae Tribus Zantedeschieae: Habitus, Laubblätter und Blütenstände von Zantedeschia albomaculata

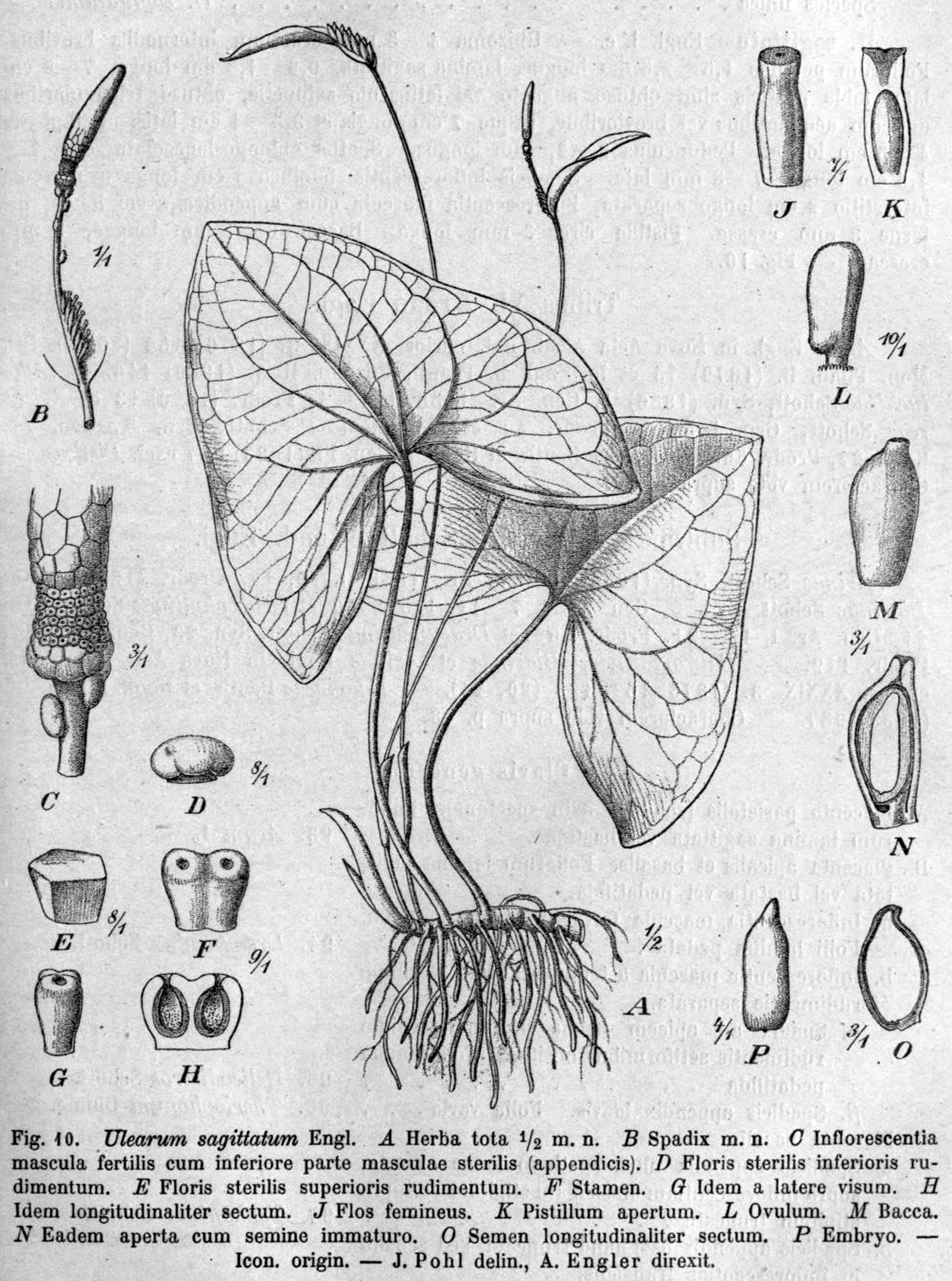
Unterfamilie Aroideae Tribus Zomicarpeae: Illustration von Ulearum sagittatum

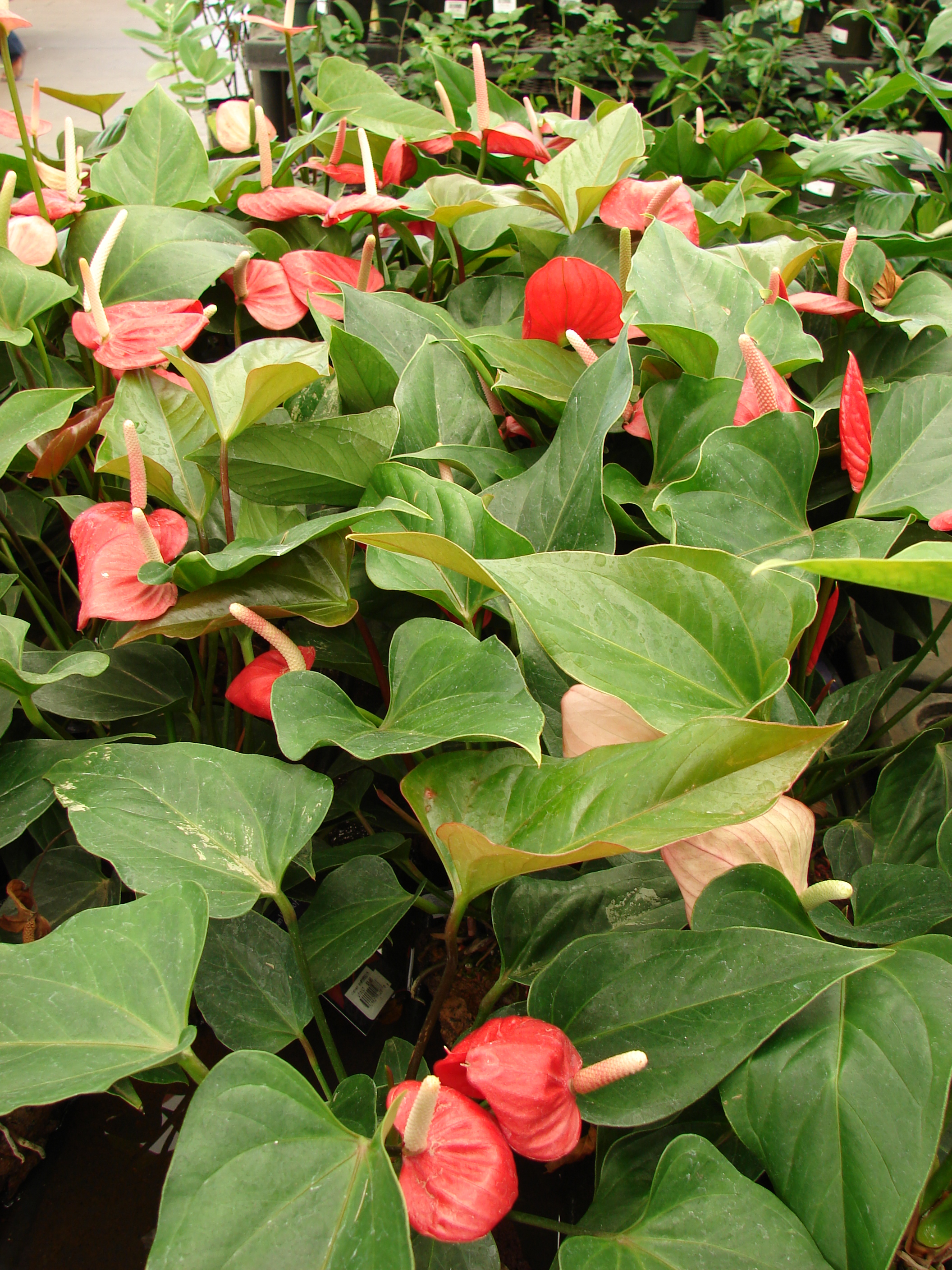
Unterfamilie Pothoideae Tribus Anthurieae: Anthurium andraeanum (Große Flamingoblume) als Topfpflanze

## Systematik und Verbreitung

### Botanische Geschichte und Taxonomie
Die Familie Araceae wurde 1789 durch Antoine Laurent de Jussieu in Familles des Plantes aufgestellt. Heinrich Wilhelm Schott veröffentlichte 1858 in Genera Aroidearum und 1860 in Prodromus Systematis Aroidearum die erste Klassifizierung der Araceae mit einem engen Gattungskonzept basierend auf Blütenmerkmalen. Eine deutlich abweichende Klassifizierung der Araceae wurde durch Adolf Engler – ab 1876 mit Überarbeitungen bis 1920 – basierend auf vegetativen und anatomischen Merkmalen erstellt. Diese beiden Systeme konkurrierten miteinander, bis in der letzten Dekade des 20. Jahrhunderts molekularbiologische Untersuchungen zusätzliche Daten lieferten.
Synonyme für Araceae Juss. sind Arisaraceae Raf., Caladiaceae Salisb., Callaceae Rchb. ex Bartl., Cryptocorynaceae J.Agardh, Dracontiaceae Salisb., Lemnaceae Martinov, Orontiaceae Bartl., Pistiaceae Rich. ex C.Agardh, Pothaceae und Wolffiaceae Bub.

### Überblick der Verbreitung
Die Familie Araceae ist fast weltweit verbreitet. Die meisten Arten gedeihen in den Tropen. Von den 2012 akzeptierten 3305 Arten in der Familie Araceae sind etwa 1889 in der Neotropis verbreitet, in Asien kommen etwa 1105 Arten vor, 152 Arten kommen in Afrika vor, in Australien sind 23 Arten beheimatet, im Mittelmeerraum sind 78 Arten verbreitet, 20 Arten kommen nur auf den Maskarenen vor und in Nordamerika gibt es nur 7 Arten. Nur 2 Arten gedeihen in der borealen Zone und 29 Arten besitzen eine circumtropische Verbreitung. In Mitteleuropa kommen nur die Gattungen Aronstab (Arum), Drachenwurz (Calla), Zwergwasserlinsen (Wolffia), Teichlinsen (Spirodela) und Wasserlinsen (Lemna) natürlich vor; die Dreizählige Pinellie (Pinellia ternata) ist aus Botanischen Gärten verwildert.

### Äußere Systematik
Traditionell wurde die Familie Araceae innerhalb der Einkeimblättrigen in eine eigene Ordnung Arales gestellt. Molekularbiologische Erkenntnisse (Gensequenzanalysen) zeigen, dass die Familie Araceae in die Ordnung der Froschlöffelartigen (Alismatales) gehört.

### Innere Systematik
Zur Familie der Araceae gehören etwa 115 Gattungen mit zirka 4025 Arten. Die Verwandtschaftsbeziehungen und Biogeographie der Araceae sind inzwischen mit molekularen Sequenzdaten relativ gut untersucht. Von diesen wurden die Wasserlinsengewächse (Lemnaceae) bis vor kurzem als eigenständige Familie behandelt und werden jetzt als Unterfamilie Lemnoideae den Araceae zugeordnet, damit die Araceae monophyletisch sind. Die Familie Araceae wird in acht Unterfamilien eingeteilt.
Das Kladogramm der Familie der Araceae mit seinen heute acht Unterfamilien:
|  | Gymnostachydoideae |
|  |                    |
|  | Orontioideae       |
|  |                    |

|  | Monsteroideae |
|  |               |
|  | Pothoideae    |
|  |               |

|                         | Lasioideae        |
|                         |                   |
|                         | Zamioculcadoideae |
|                         |                   |
|                         | Aroideae          |
| Vorlage:Klade/Wartung/3 |                   |

|  | Monsteroideae |
|  |               |
|  | Pothoideae    |
|  |               |

|                         | Lasioideae        |
|                         |                   |
|                         | Zamioculcadoideae |
|                         |                   |
|                         | Aroideae          |
| Vorlage:Klade/Wartung/3 |                   |

|  | Monsteroideae |
|  |               |
|  | Pothoideae    |
|  |               |

|                         | Lasioideae        |
|                         |                   |
|                         | Zamioculcadoideae |
|                         |                   |
|                         | Aroideae          |
| Vorlage:Klade/Wartung/3 |                   |

|  | Monsteroideae |
|  |               |
|  | Pothoideae    |
|  |               |

|                         | Lasioideae        |
|                         |                   |
|                         | Zamioculcadoideae |
|                         |                   |
|                         | Aroideae          |
| Vorlage:Klade/Wartung/3 |                   |

|  | Gymnostachydoideae |
|  |                    |
|  | Orontioideae       |
|  |                    |

|  | Monsteroideae |
|  |               |
|  | Pothoideae    |
|  |               |

|                         | Lasioideae        |
|                         |                   |
|                         | Zamioculcadoideae |
|                         |                   |
|                         | Aroideae          |
| Vorlage:Klade/Wartung/3 |                   |

|  | Monsteroideae |
|  |               |
|  | Pothoideae    |
|  |               |

|                         | Lasioideae        |
|                         |                   |
|                         | Zamioculcadoideae |
|                         |                   |
|                         | Aroideae          |
| Vorlage:Klade/Wartung/3 |                   |

|  | Monsteroideae |
|  |               |
|  | Pothoideae    |
|  |               |

|                         | Lasioideae        |
|                         |                   |
|                         | Zamioculcadoideae |
|                         |                   |
|                         | Aroideae          |
| Vorlage:Klade/Wartung/3 |                   |

|  | Monsteroideae |
|  |               |
|  | Pothoideae    |
|  |               |

|                         | Lasioideae        |
|                         |                   |
|                         | Zamioculcadoideae |
|                         |                   |
|                         | Aroideae          |
| Vorlage:Klade/Wartung/3 |                   |

Hier werden die acht Unterfamilien mit ihren Triben und Gattungen aufgelistet:
- Unterfamilie Aroideae Arn.: Sie enthält 26 Tribus mit 70 Gattungen und 2670 Arten:[1]
  - Tribus Aglaonemateae Engl.: Sie enthält nur zwei Gattungen:
    - Aglaodorum Schott: Sie enthält nur eine Art:
      - Aglaodorum griffithii (Schott) Schott (Syn.: Aglaonema griffithii Schott, Aglaonema palustre Teijsm. & Binn.): Sie kommt im südlichen Vietnam, in Sumatra, auf der Malaiischen Halbinsel und in Sarawak vor.[7]

    - Kolbenfaden[11] (Aglaonema Schott): Die 21 bis 23 Arten sind im tropischen und subtropischen Asien vom nordöstlichen Indien bis Papua-Neuguinea verbreitet.[1]

  - Tribus Ambrosineae Schott: Sie enthält nur eine monotypische Gattung:
    - Ambrosina Bassi: Sie enthält nur eine Art:
      - Ambrosina bassii L.: Sie ist im Mittelmeerraum verbreitet und kommt in Europa in Italien, Sardinien, Sizilien und Korsika vor.[1] In Nordafrika kommt sie in Algerien und Tunesien vor.[1]

  - Tribus Anubiadeae Engl.: Sie enthält nur eine Gattung:
    - Speerblätter[11] (Anubias Schott): Die acht bis neun Arten sind im tropischen Westafrika bis zum tropischen südlichen Afrika verbreitet.

  - Tribus Areae R.Br.: Sie enthält sieben bis acht Gattungen:
    - Aronstab (Arum L., Syn.: Gymnomesium Schott): Die Chromosomengrundzahl beträgt x = 13 oder 14. Die (früher 15) heute 29 bis zu 32 Arten sind von Makaronesien über den Mittelmeerraum (Zentrum der Artenvielfalt) und Europa bis Südwestasien und über Zentralasien bis ins westliche China verbreitet.[12]
    - Biarum Schott (Syn.: Homaid Adans. nom. rej.): Die Chromosomengrundzahl beträgt x = 13 oder 14. Die 15 bis 27 Arten sind im Mittelmeerraum und in Vorderasien bis zum Iran verbreitet, beispielsweise:
      - Biarum davisii Turrill: Sie kommt auf Kreta vor.[1]
      - Schmalblättriges Biarum (Biarum tenuifolium (L.) Schott)

    - Dracunculus Mill. (Syn.: Anarmodium Schott): Die Chromosomengrundzahl beträgt x = 13 oder 14. Sie enthält nur etwa zwei Arten:
      - Kanarische Drachenwurz[11] (Dracunculus canariensis Kunth): Sie kommt nur in Makaronesien auf Madeira und den Kanaren vor.
      - Gemeine Drachenwurz (Dracunculus vulgaris Schott): Sie kommt nur in Südeuropa, der Türkei und Algerien vor.

    - Eminium (Blume) Schott (Syn.: Helicophyllum Schott): Die neun bis zehn Arten sind vom östlichen Mittelmeerraum bis Zentralasien verbreitet.
    - Helicodiceros Schott (Syn.: Megotigea Raf. nom. rej.): Sie enthält nur eine Art:
      - Helicodiceros muscivorus (L. f.) Engl.: Sie kommt nur auf Korsika, Sardinien und den Balearen vor.

    - Sauromatum Schott: Die Chromosomengrundzahl beträgt x = 13 oder 14. Die etwa zwölf Arten sind im tropischen Africa, und tropischen bis subtropischen Asien bis ins nördliche China verbreitet.[13]
    - Theriophonum Blume (Syn.: Calyptrocoryne Schott, Pauella Ramam. & Sebastine): Die etwa sieben Arten kommen in Indien und Sri Lanka vor. Die Chromosomengrundzahl beträgt x = 8.
    - Typhonium Schott (Syn.: Jaimenostia Guinea & Gómez Mor., Lazarum A.Hay; bei manchen Autoren einschließlich der Gattung Sauromatum Schott): Die 50 bis 60 Arten (ohne Sauromatum) sind ursprünglich von Indien über die Mongolei bis Australien und Polynesien verbreitet. Im tropischen Afrika und auf karibischen Inseln sind wenige Arten Neophyten. Die Chromosomengrundzahl beträgt x = 4 oder 8, mit 2n = 8 bis 65. Der Umfang dieser Gattung wird kontrovers diskutiert.[13][14] Hierher gehört die Art:
      - Eidechsenwurz (Typhonium venosum (Aiton) Hett. & P.C. Boyce, Syn.: Sauromatum venosum (Aiton) Kunth).

  - Tribus Arisaemateae Nakai: Sie enthält nur zwei Gattungen:
    - Arisaema Mart. (Syn.: Flagellarisaema Nakai, Heteroarisaema Nakai, Pleuriarum Nakai, Ringentiarum Nakai): Die 170 bis 180 Arten kommen hauptsächlich im gemäßigten Asien, außerdem in weiteren Gebieten Asiens, vom östlichen Nordamerika bis Mexiko, in Nordafrika, und auf der Arabischen Halbinsel. In China gibt es etwa 78 Arten, etwa 45 davon nur dort.
    - Pinellien (Pinellia Ten., Syn.: Atherurus Blume nom. rej.): Die etwa neun (bis elf) Arten sind hauptsächlich im gemäßigten östlichen Asien (China, Japan, Korea) verbreitet. Das Zentrum der Artenvielfalt liegt in den chinesischen Provinzen Anhui, Fujian sowie Zhejiang. In China kommen alle neun Arten vor, sieben davon nur dort. Zwei Arten sind in Teilen Australiens, Europas und Nordamerikas Neophyten.

  - Tribus Arisareae Dumort.: Sie enthält nur eine Gattung:
    - Arisarum Mill. (Syn.: Balmisa Lag.): Die drei bis fünf Arten sind von Makaronesien über den Mittelmeerraum bis zum westlichen Transkaukasus verbreitet, beispielsweise:
      - Krummstab (Arisarum vulgare O.Targ.Tozz.): Sie ist mit drei Unterarten im gesamten Mittelmeerraum, auf den Azoren und Madeira verbreitet.

  - Tribus Arophyteae A.Lemee ex Bogner: Sie enthält nur drei Gattungen mit etwa elf Arten, die nur in Madagaskar vorkommen:
    - Arophyton Jum. (Syn.: Humbertina Buchet, Synandrogyne Buchet): Die sieben bis neun Arten kommen in Madagaskar vor.
    - Carlephyton Jum.: Die etwa drei Arten kommen nur im nördlichen Madagaskar vor.
    - Colletogyne Buchet: Sie enthält nur eine Art:
      - Colletogyne perrieri Buchet: Sie kommt nur im nördlichen Madagaskar vor.

  - Tribus Caladieae Schott: Sie enthält etwa sieben Gattungen hauptsächlich in der Neotropis:
    - Caladium Vent. (Syn: Phyllotaenium André, Aphyllarum S.Moore): Die 12 bis 16 Arten sind in der Neotropis verbreitet.
    - Chlorospatha Engl. (Syn.: Caladiopsis Engl.): Die 25 bis 29 Arten sind in der Neotropis verbreitet.
    - Hapaline Schott (Syn.: Hapale Schott nom. rej.): Die sechs bis neun Arten sind in Südostasien vom südlich-zentralen China bis ins westliche Malesien verbreitet.
    - Jasarum G.S.Bunting: Sie enthält nur eine Art:
      - Jasarum steyermarkii G.S.Bunting: Sie kommt im südlichen Guyana sowie in Venezuela nur im Bundesstaat Bolívar vor.

    - Scaphispatha Brongn. ex Schott: Sie war monotypisch und enthält seit 2005 zwei Arten in Südamerika:
      - Scaphispatha gracilis Brongn. ex Schott: Sie ist in Bolivien beheimatet.
      - Scaphispatha robusta E.G.Gonç.: Sie wurde 2005 neu beschrieben und kommt in den brasilianischen Bundesstaaten Pará bis Goiás vor.

    - Syngonium Schott (Syn.: Porphyrospatha Engl.): Die etwa 35 Arten sind in der Neotropis verbreitet.
    - Xanthosoma Schott (Syn.: Acontias Schott): Die 60 bis 77 Arten sind in der Neotropis verbreitet, darunter:
      - Tannia (Xanthosoma sagittifolium (L.) Schott)

  - Tribus Callopsideae Engl.: Sie enthält nur eine Gattung:
    - Callopsis Engl.: Sie enthält nur eine Art:
      - Callopsis volkensii Engl.: Sie kommt im tropischen Ostafrika im südöstlichen Kenia und östlichen Tansania vor.

  - Tribus Colocasieae (Schott) Brongn.: Sie enthält etwa sechs Gattungen:
    - Pfeilblätter (Alocasia (Schott) G.Don, Syn.: Colocasia sect. Alocasia Schott, Ensolenanthe Schott, Panzhuyuia Z.Y.Zhu, Schizocasia Schott ex Engler, Xenophya Schott): Die 70 bis 80 Arten sind im tropischen Asien und Malesien verbreitet.
    - Ariopsis Nimmo: Die nur zwei Arten sind in Südostasien verbreitet.
    - Colocasia Schott (Syn.: Leucocasia Schott): Die etwa 20 Arten sind im tropischen bis subtropischen Asien verbreitet. In China kommen sechs Arten vor.
    - Protarum Engl.: Sie enthält nur eine Art:
      - Protarum sechellarum Engl.: Sie ist auf den Seychellen beheimatet.

    - Remusatia Schott (Syn.: Gonatanthus Klotzsch): Die etwa vier Arten sind im südlichen Asien und Südostasien verbreitet, eine Art reicht auch bis Afrika, Madagaskar, Australien und den Pazifischen Inseln.
    - Steudnera K.Koch: Die etwa neun Arten sind im tropischen und subtropischen Asien verbreitet.

  - Tribus Cryptocoryneae Blume: Sie enthält nur zwei Gattungen:
    - Wasserkelche[11] (Cryptocoryne Fisch. ex Wydler, Syn.: Myrioblastus Wall. ex Griff.): Die 50 bis 64 Arten sind im tropischen bis subtropischen Asien von Indien bis Malesien verbreitet.
    - Lagenandra Dalzell: Die etwa 15 Arten sind auf dem indischen Subkontinent in Indien, Bangladesch und Sri Lanka verbreitet. Hier eine Auswahl:
      - Lagenandra jacobsenii de Wit: Sie kommt im südwestlichen Sri Lanka vor.[1]
      - Lagenandra nairii Ramamurthy & Rajan: Sie kommt im südwestlichen Indien vor.[1]
      - Lagenandra ovata Thwaites: Sie kommt im südwestlichen Indien und im südwestlichen Sri Lanka vor.[1]
      - Lagenandra praetermissa de Wit[15] Sie kommt im südwestlichen Sri Lanka vor.[1]

  - Tribus Culcasieae Engl.: Sie enthält nur zwei Gattungen:
    - Cercestis Schott (Syn.: Rhektophyllum N.E.Br., Alocasiophyllum Engl.): Die etwa zehn (bis zwölf) Arten sind vom tropischen Westafrika bis Uganda und Angola verbreitet.
    - Culcasia P.Beauv. (Syn.: Denhamia Schott): Die 24 bis 28 Arten sind im tropischen Afrika verbreitet.

  - Tribus Dieffenbachieae Engl.: Sie enthält nur zwei Gattungen:
    - Bognera Mayo & Nicolson: Sie enthält nur eine Art:
      - Bognera recondita (Madison) Mayo & Nicolson (Syn.: Ulearum reconditum Madison): Sie kommt nur im nördlichen brasilianischen Bundesstaat Amazonas vor.

    - Dieffenbachia Schott (Syn.: Maguirea A.D.Hawkes): Die 50 bis 59 Arten sind in der Neotropis verbreitet.

  - Tribus Homalomeneae M.Hotta: Sie enthält nur zwei Gattungen:
    - Furtadoa M.Hotta: Die nur zwei Arten kommen in Sumatra und auf der Malaiischen Halbinsel vor.
    - Homalomena Schott (Syn.: Adelonema Schott, Chamaecladon Miq., Diandriella Engl.): Die 110 bis 132 Arten sind in der Neotropis und im tropischen bis subtropischen Asien und auf südwestlichen pazifischen Inseln verbreitet.

  - Tribus Montrichardieae Engl.: Sie enthält nur eine Gattung:
    - Montrichardia Crueg. (Syn.: Pleurospa Raf.): Die etwa zwei Arten sind in der Neotropis verbreitet.

  - Tribus Nephthytideae Engl.: Sie enthält drei Gattungen mit etwa 14 Arten hauptsächlich im tropischen Afrika:
    - Anchomanes Schott: Die etwa sechs Arten sind im tropischen Afrika verbreitet.
    - Nephthytis Schott (Syn.: Oligogynium Engl.): Die etwa sechs Arten sind hauptsächlich im tropischen Westafrika verbreitet und eine Art auf Borneo beheimatet.
    - Pseudohydrosme Engl. (Syn.: Zyganthera N.E.Br.): Die etwa zwei Arten kommen in Gabun vor.

  - Tribus Peltandreae Engl.: Sie enthält nur zwei Gattungen mit nur drei Arten:
    - Peltandra Raf.: Die etwa zwei Arten sind in Nordamerika (östliches Kanada, zentrale sowie östliche USA) und in Kuba verbreitet:
      - Peltandra sagittifolia (Michx.) Morong
      - Peltandra virginica (L.) Schott

    - Typhonodorum Schott (Syn.: Arodendron Werth): Sie enthält nur eine Art:
      - Typhonodorum lindleyanum Schott (Syn.: Typhonodorum madagascariense Engl., Arodendron engleri Werth): Sie kommt auf den ostafrikanischen Inseln Pemba sowie Sansibar, in Madagaskar, auf den Komoren und den Maskarenen vor.

  - Tribus Philodendreae Schott: Sie enthält nur eine Gattung:
    - Baumfreund (Philodendron Schott, Syn.: Calostigma Schott nom. inval., Meconostigma Schott, Sphincterostigma Schott, Arosma Raf., Telipodus Raf., Thaumatophyllum Schott, Elopium Schott, Baursea (Rchb.) Hoffmanns. ex Kuntze): Die etwa 500 Arten sind in der Neotropis verbreitet.

  - Tribus Philonotieae S.Y.Wong & P.C.Boyce: Sie enthält nur eine Gattung:[16]
    - Philonotion Schott: Die etwa drei Arten sind im tropischen Südamerika verbreitet.

  - Tribus Pistieae Rich.: Sie enthält nur eine monotypische Gattung:[17]
    - Pistia L.: Sie enthält nur eine Art:
      - Wassersalat (Pistia stratiotes L.): Diese Wasserpflanze ist in den Tropen und Subtropen weitverbreitet.

  - Tribus Schismatoglottideae Nakai: Sie enthält etwa elf Gattungen mit etwa 150 Arten, die hauptsächlich auf Borneo (etwa 95 %) vorkommen:[16][18]
    - Apoballis Schott: Die etwa zwölf Arten sind von Indochina bis ins westlichen Malesien verbreitet.
    - Aridarum Ridl. (Syn.: Heteroaridarum M.Hotta): Die etwa zehn Arten sind im nordwestlichen Borneo beheimatet.
    - Bakoa P.C.Boyce & S.Y.Wong: Sie wurde 2008 aufgestellt. Die nur drei Arten kommen in Borneo vor.
    - Bucephalandra Schott (Syn.: Microcasia Becc.): Die etwa zwei Arten kommen in Borneo vor.
    - Hestia S.Y.Wong & P.C.Boyce: Sie wurde 2010 aufgestellt und enthält nur eine Art:
      - Hestia longifolia (Ridl.) S.Y.Wong & P.C.Boyce: Sie ist von Perak bis Borneo verbreitet.

    - Ooia S.Y.Wong & P.C.Boyce: Sie wurde 2010 aufgestellt. Die nur zwei Arten kommen in Borneo vor.
    - Phymatarum M.Hotta: Sie enthält nur eine Art:
      - Phymatarum borneense M.Hotta: Sie ist in Borneo beheimatet.

    - Pichinia S.Y.Wong & P.C.Boyce: Sie wurde 2010 aufgestellt und enthält nur eine Art:
      - Pichinia disticha S.Y.Wong & P.C.Boyce: Sie kommt nur in Sarawak vor.

    - Piptospatha N.E.Br. (Syn.: Gamogyne N.E.Br., Hottarum Bogner & Nicolson, Rhynchopyle Engl.): Die etwa zwölf Arten sind in Malesien von Thailand bis Borneo verbreitet.
    - Schismatoglottis Zoll. & Moritzi (Syn.: Apatemone Schott): Die 111 bis 120 Arten sind im tropischen bis subtropischen Asien von Myanmar über China bis Borneo und auf südwestlichen pazifischen Inseln (Neuguinea, Vanuatu) verbreitet. Die drei südamerikanischen Arten, die früher hier eingeordnet waren, sind seit 2010 in die Gattung Philonotion in die eigene Tribus Philonotieae ausgegliedert.[16]
    - Schottariella P.C.Boyce & S.Y.Wong: Sie wurde 2009 aufgestellt und enthält nur eine Art:
      - Schottariella mirifica P.C.Boyce & S.Y.Wong: Sie kommt nur in Sarawak vor.

  - Tribus Spathicarpeae Schott: Sie enthält seit 2012 etwa neun Gattungen in Südamerika:[19]
    - Asterostigma Fisch. & C.A.Mey. (Syn.: Andromycia A.Rich., Staurostigma Scheidw., Rhopalostigma Schott): Die etwa acht Arten sind von Brasilien bis ins nordöstliche Argentinien weitverbreitet.
    - Gearum N.E.Br.: Sie enthält nur eine Art:
      - Gearum brasiliense N.E.Br.: Die Heimat sind die zentralbrasilianischen Provinzen Goiás, Mato Grosso und Tocantins.

    - Gorgonidium Schott: Die etwa acht Arten sind von Peru und Bolivien bis ins nördliche Argentinien verbreitet.
    - Lorenzia E.G.Gonç.: Sie wurde 2012 aufstellt und enthält nur eine Art:[20]
      - Lorenzia umbrosa E.G.Gonç.: Sie ist 2012 nur vom Typusfundort aus der Serra do Navio, 2 km nach Riozinho im brasilianischen Bundesstaat Amapá bekannt. Sie gedeiht im tiefen Schatten unter Bäumen.

    - Mangonia Schott (Syn.: Felipponia Hicken, Felipponiella Hicken): Die etwa zwei Arten sind vom südlichen Brasilien bis Uruguay verbreitet.
    - Spathantheum Schott (Syn.: Gamochlamys Baker): Die etwa zwei Arten von Peru über Bolivien bis ins nördliche Argentinien verbreitet.
    - Spathicarpa Hook. (Syn.: Aropsis Rojas): Die drei oder vier Arten sind im tropischen Südamerika verbreitet.
    - Synandrospadix Engl. (Syn.: Lilloa Speg.): Sie enthält nur eine Art:
      - Synandrospadix vermitoxicus (Griseb.) Engl. (Syn.: Asterostigma vermitoxicum Griseb.): Sie ist in Bolivien, Paraguay, im peruanischen Cuzco und im nördlichen Argentinien (Catamarca, Chaco, Córdoba, Corrientes, Formosa, Jujuy, Salta, Santiago del Estero, Tucumán) verbreitet.[7]

    - Taccarum Brongn. ex Schott (Syn.: Lysistigma Schott, Endera Regel): Die etwa sechs Arten sind vom tropischen Südamerika bis ins nördliche Argentinien verbreitet.

  - Tribus Stylochaetoneae Schott: Sie enthält nur eine Gattung:
    - Stylochaeton Lepr. (Syn.: Stylochiton Schott orth. var., Gueinzia Sond. ex Schott): Die seit 2012 etwa 19 Arten sind vom tropischen bis ins südliche Afrika verbreitet.

  - Tribus Thomsonieae Blume: Sie enthält nur noch eine Gattung in den Tropen weltweit:
    - Amorphophallus Blume ex Decne. (Syn.: Thomsonia Wall. nom. rej., Pythion Mart. nom. rej., Candarum Schott nom. illeg., Pythonium Schott nom. illeg., Kunda Raf., Brachyspatha Schott, Conophallus Schott, Plesmonium Schott, Corynophallus Schott, Allopythion Schott, Hansalia Schott, Hydrosme Schott, Rhaphiophallus Schott, Synantherias Schott, Dunalia Montrouz., Proteinophallus Hook. f., Tapeinophallus Baill., Pseudodracontium N.E.Br.): Sie besitzt eine paläotropische Verbreitung und die (150 bis) etwa 200 Arten kommen im West- bis Ostafrika, im südlichen sowie östlichen Asien, in Südostasien, im nördlichen Australien und auf Pazifischen Inseln vor.[21][22]

  - Tribus Zamioculcadeae Schott: Sie enthält nur zwei Gattungen:
    - Gonatopus Hook. f. ex Engl. (Syn.: Heterolobium Peter, Microculcas Peter): Die etwa fünf Arten sind vom tropischen Ostafrika bis ins südliche Afrika verbreitet.
    - Zamioculcas Schott: Sie enthält nur eine Art:
      - Zamioculcas zamiifolia (G.Lodd.) Engl.: Sie ist in von Kenia sowie Tansania über Malawi, Mosambik sowie Simbabwe bis in die südafrikanische Provinz KwaZulu-Natal verbreitet.[7]

  - Tribus Zantedeschieae Engl.: Sie enthält nur eine Gattung:
    - Zantedeschia Spreng. (Syn.: Pseudohomalomena A.D.Hawkes, Richardia Kunth): Die etwa acht Arten sind hauptsächlich im südlichen Afrika verbreitet, nur eine Art kommt in Nigeria und Tansania vor.

  - Tribus Zomicarpeae Schott: Sie enthält vier Gattungen mit nur etwa sechs Arten in Südamerika:
    - Filarum Nicolson: Sie enthält nur eine Art:
      - Filarum manserichense Nicolson: Sie kommt in Peru nur in Loreto vor.[7]

    - Ulearum Engl.: Sie enthält nur eine Art:
      - Ulearum sagittatum Engl.: Sie kommt im westlichen Südamerika in Brasilien nur im Bundesstaat Acre und in Peru nur in Loreto vor.[7]

    - Zomicarpa Schott: Die seit 2012 nur zwei vorher drei Arten sind im nordöstlichen Brasilien verbreitet.[23]
    - Zomicarpella N.E.Br.: Die nur zwei Arten sind in Kolumbien, Peru und Brasilien verbreitet.
- Unterfamilie Pothoideae Engl.: Sie enthält zwei Tribus mit vier Gattungen und etwa 1000 Arten:[1]
  - Tribus Anthurieae (Schott) Engl.: Sie enthält nur eine Gattung:
    - Flamingoblumen (Anthurium Schott, Syn.: Podospadix Raf., Strepsanthera Raf.): Sie enthält vermutlich etwa 1000 Arten in der Neotropis.

  - Tribus Potheae Bartl.: Sie enthält drei Gattungen mit fast 80 Arten in der Paläotropis:
    - Pedicellarum M.Hotta: Sie enthält nur eine Art:
      - Pedicellarum paiei M.Hotta: Sie ist in Borneo beheimatet.

    - Pothoidium Schott: Sie enthält nur eine Art:
      - Pothoidium lobbianum Schott: Sie kommt im südlichen Taiwan, Celebes, Maluku sowie Sulawesi und auf den Philippinen vor.[7]

    - Pothos L. (Syn.: Tapanava Adans., Batis Blanco, Goniurus C.Presl): Die etwa 75 Arten sind im tropischen bis subtropischen Asien, Madagaskar, Australien und Polynesien verbreitet.[21]
- Unterfamilie Monsteroideae (Schott) Engl.: Sie enthält vier Tribus mit etwa zwölf Gattungen und etwa 360 Arten:[1]
  - Tribus Anadendreae Bogner & J.French: Sie enthält nur eine Gattung:
    - Anadendrum Schott (Syn.: Nothopothos Kuntze) : Die etwa neun Arten sind im tropischen Asien von Indien bis Malaysia verbreitet.

  - Tribus Heteropsideae Engl.: Sie enthält nur eine Gattung:
    - Heteropsis Kunth: Die etwa 13 Arten im tropischen Südamerika verbreitet.

  - Tribus Monstereae (Schott) Engl.: Sie enthält etwa acht Gattungen:
    - Alloschemone Schott: Die nur zwei Arten kommen in Brasilien vor.
    - Amydrium Schott (Syn.: Epipremnopsis Engler): Die etwa fünf Arten sind im tropischen Asien verbreitet.
    - Efeututen (Epipremnum Schott): Die etwa 20 Arten sind im tropischen Asien verbreitet.
    - Fensterblätter[11] (Monstera Adans.): Die etwa 37 Arten sind in der Neotropis verbreitet.
    - Rhaphidophora Hassk. (Syn.: Afrorhaphidophora Engl.): Die etwa 120 Arten sind vom tropischen Afrika über das tropische Asien unb Australien bis auf westpazifische Inseln verbreitet.
    - Rhodospatha Poepp. (Syn.: Anepsias Schott): Die etwa 27 Arten sind in der Neotropis verbreitet.
    - Scindapsus Schott (Syn.: Cuscuaria Schott): Die etwa 36 Arten sind vom tropischen bis subtropischen Asien über das nördliche Australien bis auf westpazifische Inseln verbreitet.[1]
    - Stenospermation Schott: Die etwa 48 Arten sind in der Neotropis verbreitet.

  - Tribus Spathiphylleae Schott: Sie enthält nur zwei Gattungen:[1]
    - Holochlamys Engl.: Sie enthält nur eine Art:
      - Holochlamys beccarii (Engl.) Engl. (Syn.: Holochlamys guineesis Engl. & K.Krause, Holochlamys ornata Alderw., Spathiphyllum beccarii Engl.): Sie kommt in Irian Jaya sowie Papua-Neuguinea vor.[7]

    - Spathiphyllum Schott (Syn.: Hydnostachyon Liebm., Massowia K.Koch, Spathiphyllopsis Teijsm. & Binn., Amomophyllum Engl., Leucochlamys Poepp. ex Engl.): Die etwa 50 Arten sind in der Neotropis verbreitet und kommen in Malesien sowie auf den Salomonen vor.
- Unterfamilie Calloideae Endl.: Sie enthält nur eine Tribus:[1]
  - Tribus Calleae Bartl.: Sie enthält nur eine monotypische Gattung:
    - Calla L.: Sie enthält nur eine Art:
      - Sumpf-Calla oder Drachenwurz[11] (Calla palustris L.): Sie kommt in den gemäßigten Zonen der Nordhalbkugel vor.
- Unterfamilie Gymnostachydoideae Bogner & Nicolson:[1]
  - Sie enthält nur eine monotypische Gattung:
    - Gymnostachys R.Br.: Sie enthält nur eine Art:
      - Gymnostachys anceps R.Br.: Sie ist im östlichen Australien in New South Wales sowie Queensland verbreitet.[7]
- Unterfamilie Orontioideae Mayo, Bogner, & Boyce: Sie enthält nur eine Tribus:[1][17]
  - Tribus Orontieae R.Br. ex Dumort.: Sie enthält nur drei Gattungen mit nur acht Arten in Asien und Nordamerika:
    - Scheinkalla[11] (Lysichiton Schott): Von den nur zwei Arten kommt eine in Ostasien nur in Kamtschatka, Khabarovsk, auf den Kurilen, Magadan, Sachalin und auf den japanischen Inseln Hokkaidō sowie Honshu und eine Nordamerika von Alaska bis zu den westlichen USA vor.[7]
    - Orontium L.: Sie enthält nur Art:
      - Orontium aquaticum L.: Sie ist in den östlichen USA und Texas verbreitet. Im südlichen Schweden ist sie ein Neophyt.[7]

    - Symplocarpus Salisb. ex W.P.C.Barton: Von den etwa fünf Arten ist eine im östlichen Nordamerika verbreitet, zwei sind in Ostasien verbreitet, eine Art ist ein Endemit in der Region Primorje und eine Art ist ein Lokalendemit auf dem zentraljapanischen Berg Nabekura.[1] Die amerikanische Art ist:
      - Symplocarpus foetidus Salisb.
- Unterfamilie Lasioideae Engl.: Sie enthält nur eine Tribus:[1][17]
  - Tribus Lasieae Engl.: Sie enthält etwa zehn Gattungen mit etwa 58 Arten:
    - Anaphyllopsis A.Hay: Die nur drei Arten sind in Südamerika von Venezuela über die Guyanas bis ins nördliche Brasilien verbreitet.
    - Anaphyllum Schott: Die nur zwei Arten in kommen im südlichen Indien beispielsweise auf den Lakkadiven und in Tamil Nadu vor.
    - Cyrtosperma Griff. (Syn.: Arisacontis Schott): Die etwa zwölf Arten sind von Malesien bis Polynesien verbreitet, darunter:
      - Cyrtosperma merkusii (Hassk.) Schott: Sie kommt von Melanesien bis Polynesien, besonders auf Tuvalu vor.

    - Dracontioides Engl.: Sie enthält nur eine Art:
      - Dracontioides desciscens (Schott) Engl.: Sie ist in Brasilien verbreitet.

    - Dracontium L. (Syn.: Eutereia Raf., Echidnium Schott, Ophione Schott, Chersydrium Schott, Godwinia Seem.): Die 24 bis 29 Arten sind in der Neotropis verbreitet.
    - Lasia Lour. (Syn.: Lasius Hassk.): Von den nur zwei Arten kommt eine nur in Kalimantan und die andere ist im tropischen bis subtropischen Asien verbreitet.
    - Lasimorpha Schott: Sie enthält nur eine Art:
      - Lasimorpha senegalensis Schott: Sie ist im tropischen Afrika verbreitet.

    - Podolasia N.E.Br.: Sie enthält nur eine Art:
      - Podolasia stipitata N.E.Br.: Sie ist im westlichen Malesien in Sumatra und Malaysia verbreitet.

    - Pycnospatha Thorel ex Gagnep.: Die nur zwei Arten sind in Südostasien in Thailand, Laos und Vietnam verbreitet.
    - Urospatha Schott (Syn.: Urophyllum K.Koch nom. illeg., Urospathella G.S.Bunting): Die etwa elf Arten sind in der Neotropis verbreitet.
- Unterfamilie Wasserlinsengewächse (Lemnoideae Bab.): Sie enthält nur eine Tribus:[1][17][24]
  - Tribus Lemneae Rich. ex A. Rich.: Sie enthält fünf Gattungen mit etwa 37 Arten:
    - Wasserlinsen[11] (Lemna L., Syn.: Lenticularia Ség., Lenticula P.Micheli ex Adans., Hydrophace Hallier, Telmatophace Schleid., Staurogeton Rchb., Thelmatophace Godr., Lenticularia P.Micheli ex Montandon): Die etwa 13 Arten sind fast weltweit verbreitet.[1]
    - Teichlinsen (Spirodela Schleid.): Sie enthält nur zwei Arten:
      - Spirodela intermedia (W.Koch: Sie kommt von Costa Rica bis Brasilien und Chile vor.
      - Vielwurzelige Teichlinse (Spirodela polyrhiza (L.) Schleiden): Sie kommt weltweit vor.

    - Landoltia Les & D.J.Crawford). Sie enthält nur eine Art (bis 1999 zu Spirodela gestellt):
      - Landoltia punctata (G.Meyer) Les & Crawford: Sie kommt von Kuba und Panama bis Argentinien und Chile vor.[25]

    - Zwergwasserlinsen (Wolffia Horkel ex Schleid., Syn.: Horkelia Rchb. ex Bartl., Grantia Griff. ex Voigt, Bruniera Franch.): Die etwa elf Arten sind fast weltweit verbreitet.
    - Wolffiella (Hegelm.) Hegelm. (Syn.: Pseudowolffia Hartog & Plas, Wolffiopsis Hartog & Plas): Die etwa zehn Arten sind in der Neuen Welt und in Afrika verbreitet.

## Nutzung
Beliebte Zimmerpflanzen mit dekorativen Blättern oder Blütenständen stammen aus den Gattungen Fensterblätter (Monstera), Baumfreund (Philodendron), Dieffenbachien (Dieffenbachia), Flamingoblumen (Anthurium), Kalla (Zantedeschia), Syngonium und Einblatt (Spathiphyllum). Sorten einer Reihe von Arten der Aronstabgewächse spielen in der Floristik eine große Rolle, beispielsweise aus den Gattungen Flamingoblumen (Anthurium) und Kalla (Zantedeschia). Auch in der Aquaristik werden einige Arten der Aronstabgewächse verwendet, beispielsweise das Zwergspeerblatt (Anubias barteri var. nana) und eine Reihe von Wasserkelcharten (Cryptocoryne).
Eine wichtige Nahrungspflanze ist der Taro (Colocasia esculenta), dessen stärkehaltige Knollen genutzt werden.

## Geschichte
Arum maculatum und Dracunculus vulgaris
Bei den Autoren der europäischen Antike (Dioskurides, Plinius und Galen) wurden Heilpflanzen mit den Namen arum und dracontium in engem Zusammenhang beschrieben. Diese Pflanzen wurden später als Arum maculatum - Aronstab und Dracunculus vulgaris - Gemeine Drachenwurz gedeutet.

### Historische Abbildungen

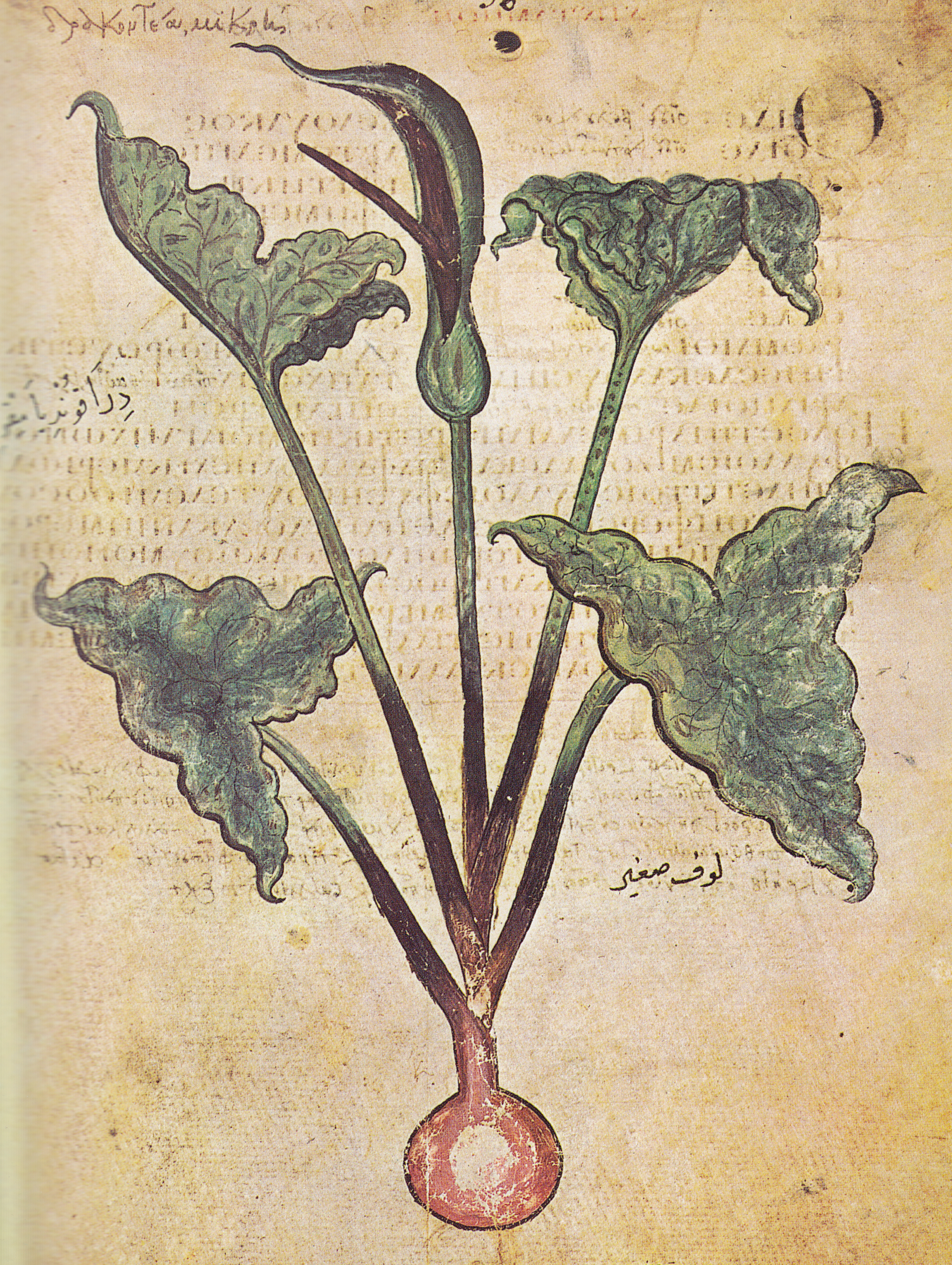
…Wiener Dioskurides… 6. Jahrhundert
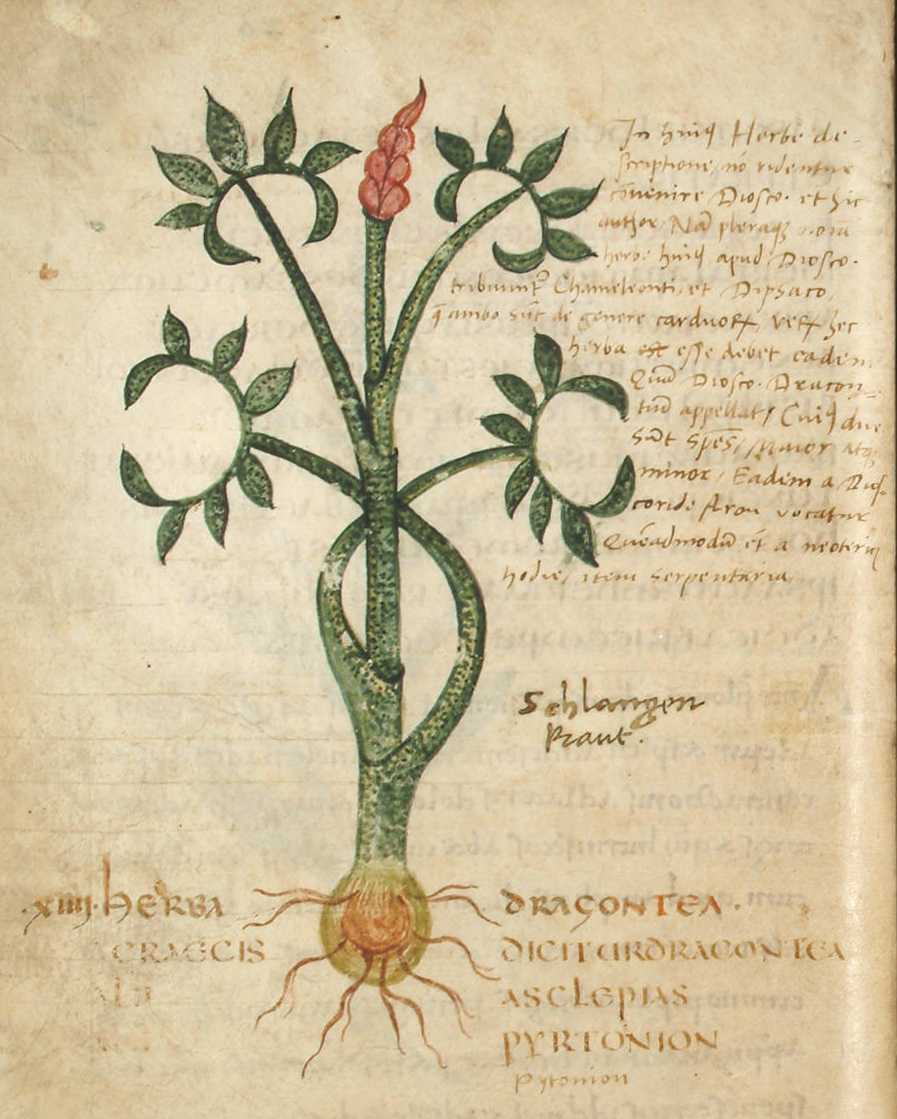
Pseudo-Apuleius Leiden, 6. Jahrhundert
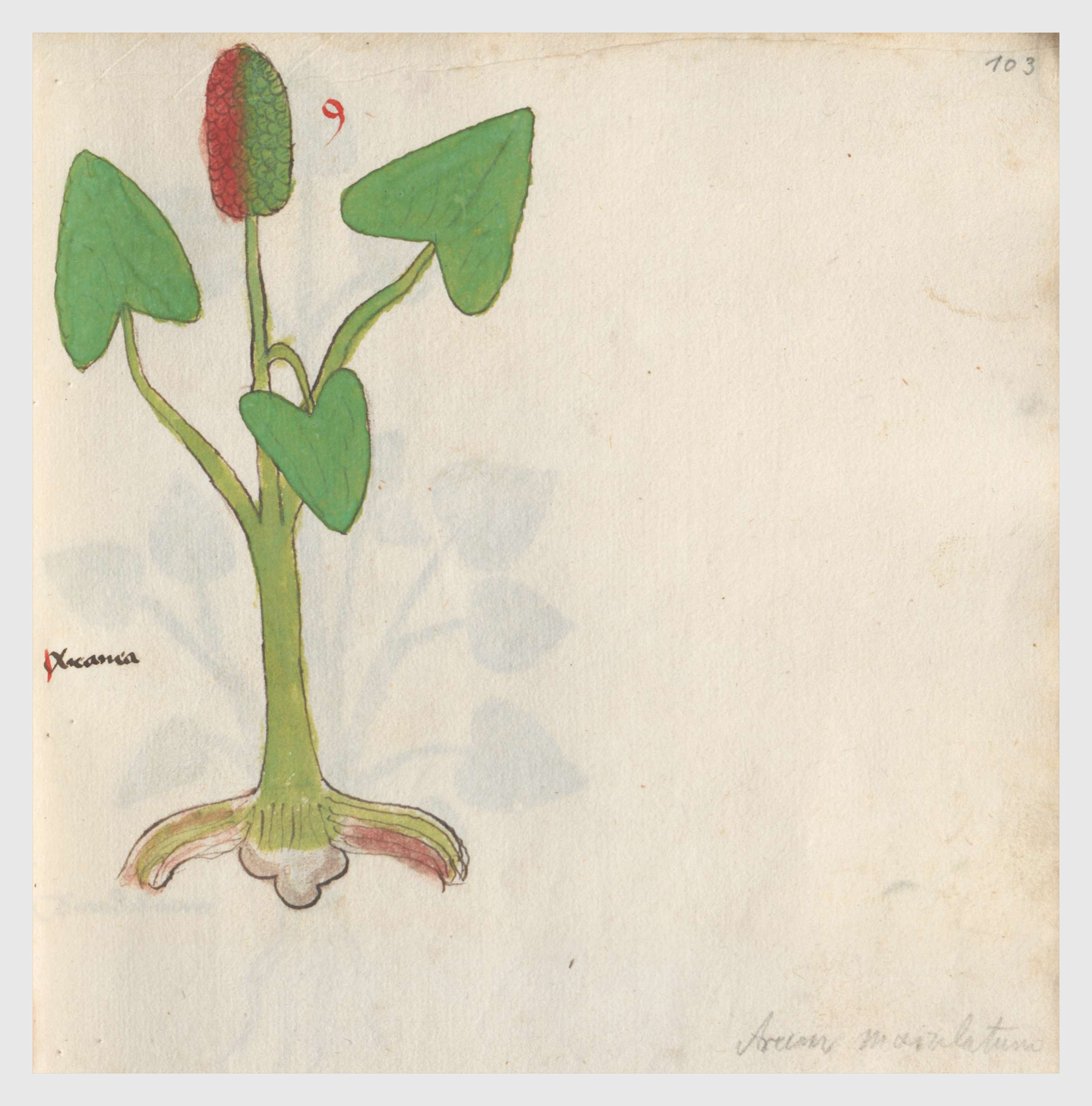
…..Vitus Auslasser..… 1479
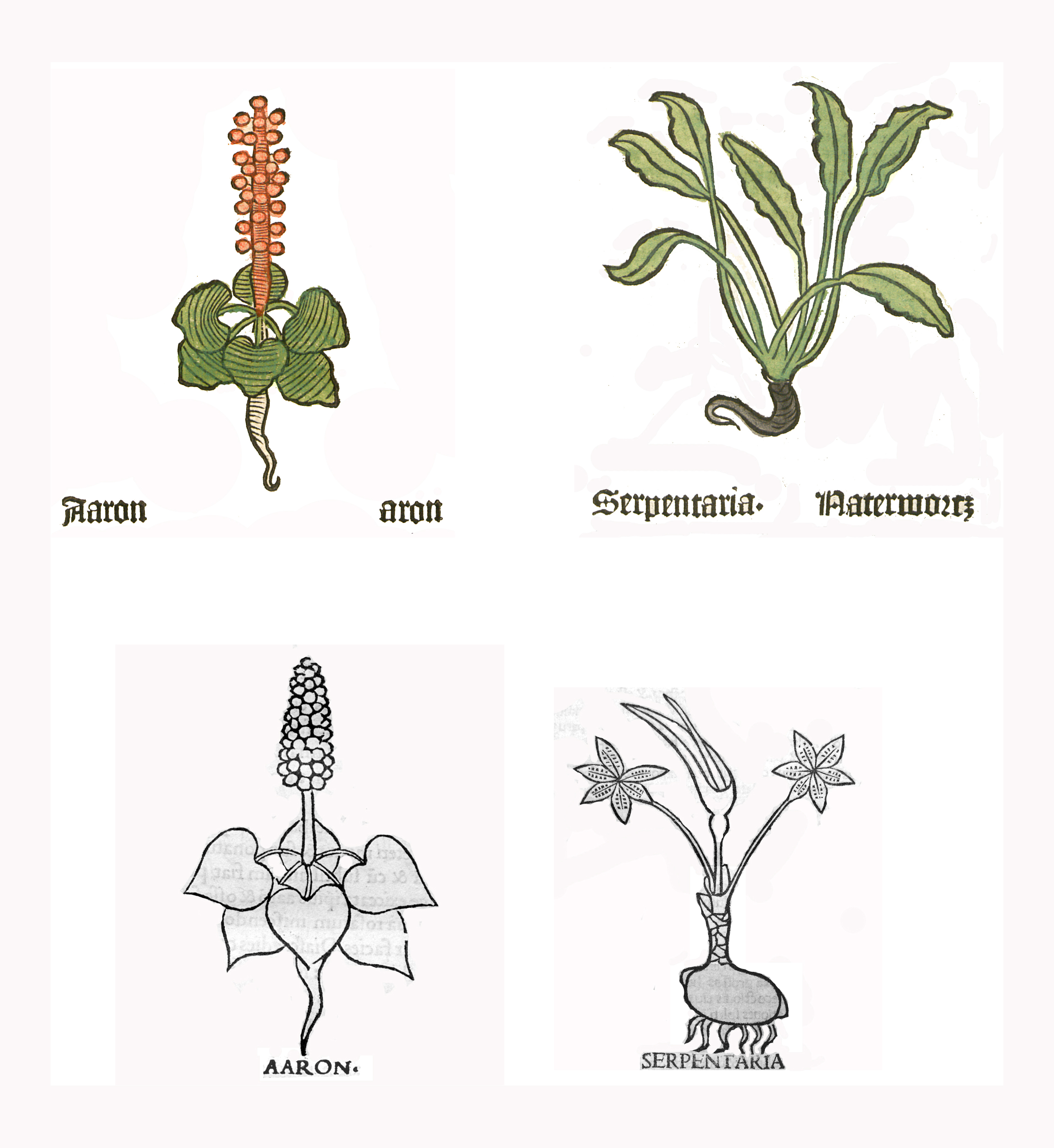
Herbarius Moguntinus. Oben: Ausgabe Mainz 1484. Unten: Ausgaben Vicenza 1491 und Venedig 1499
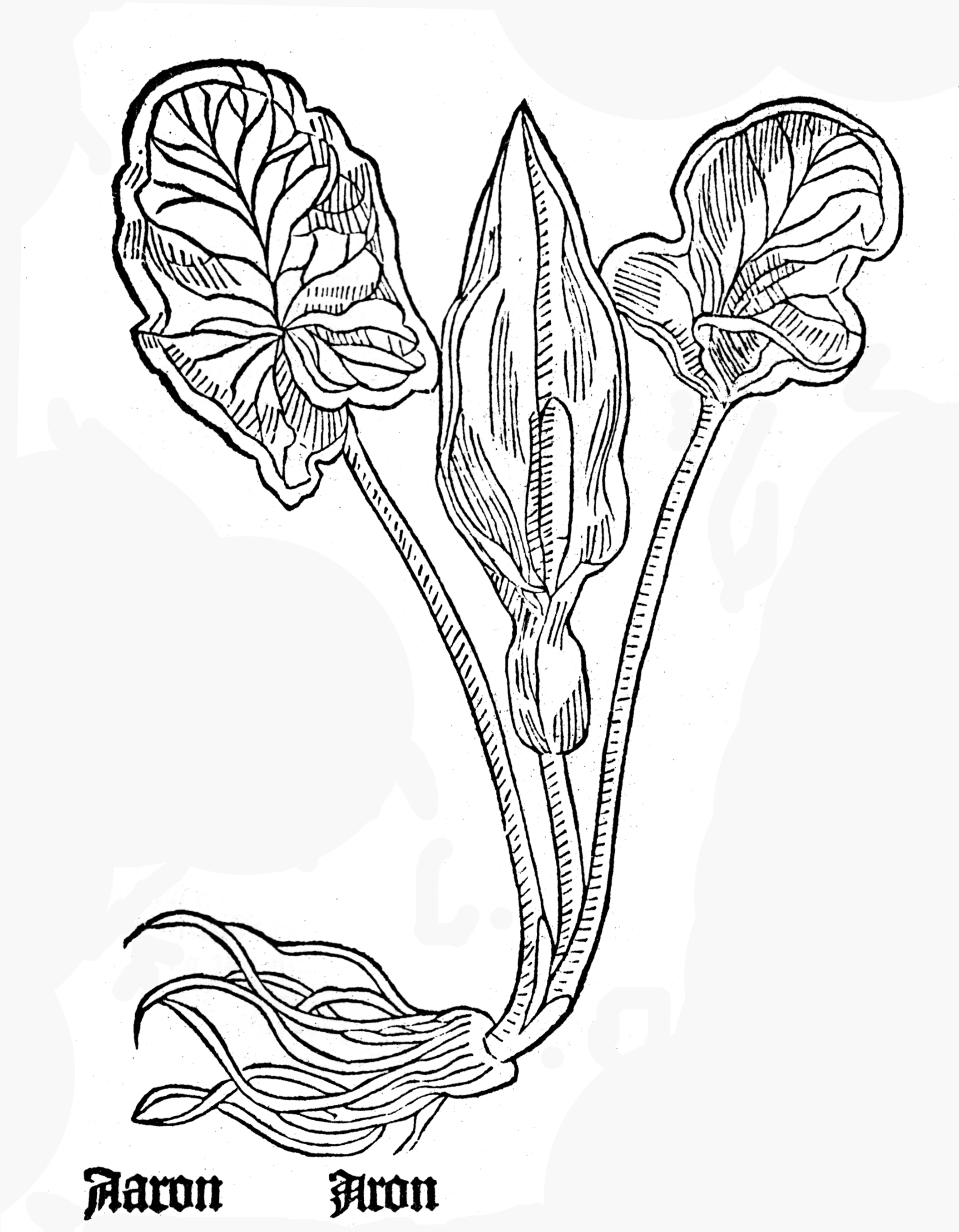
…Gart der Gesundheit… 1485
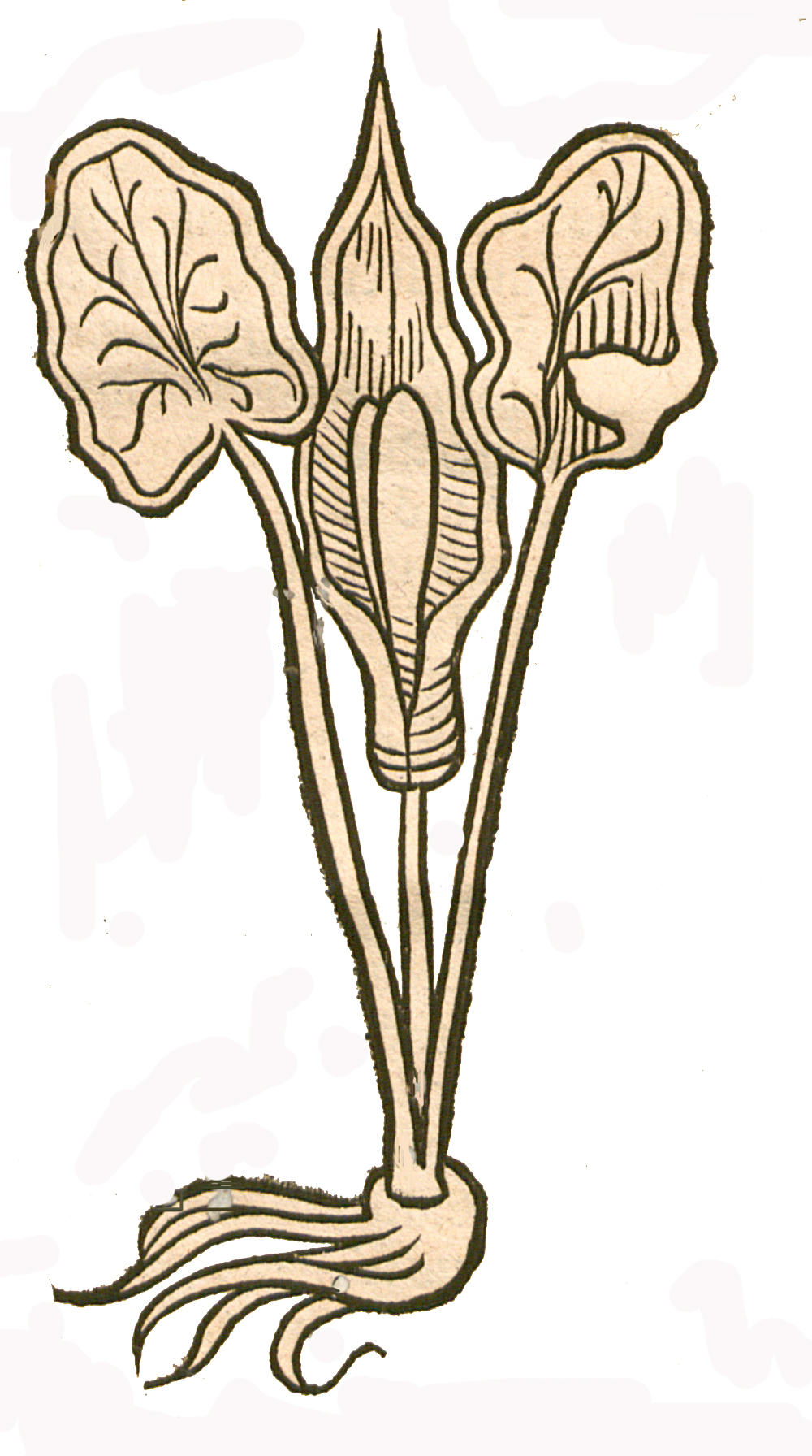
…..Hortus sanitatis..… 1491
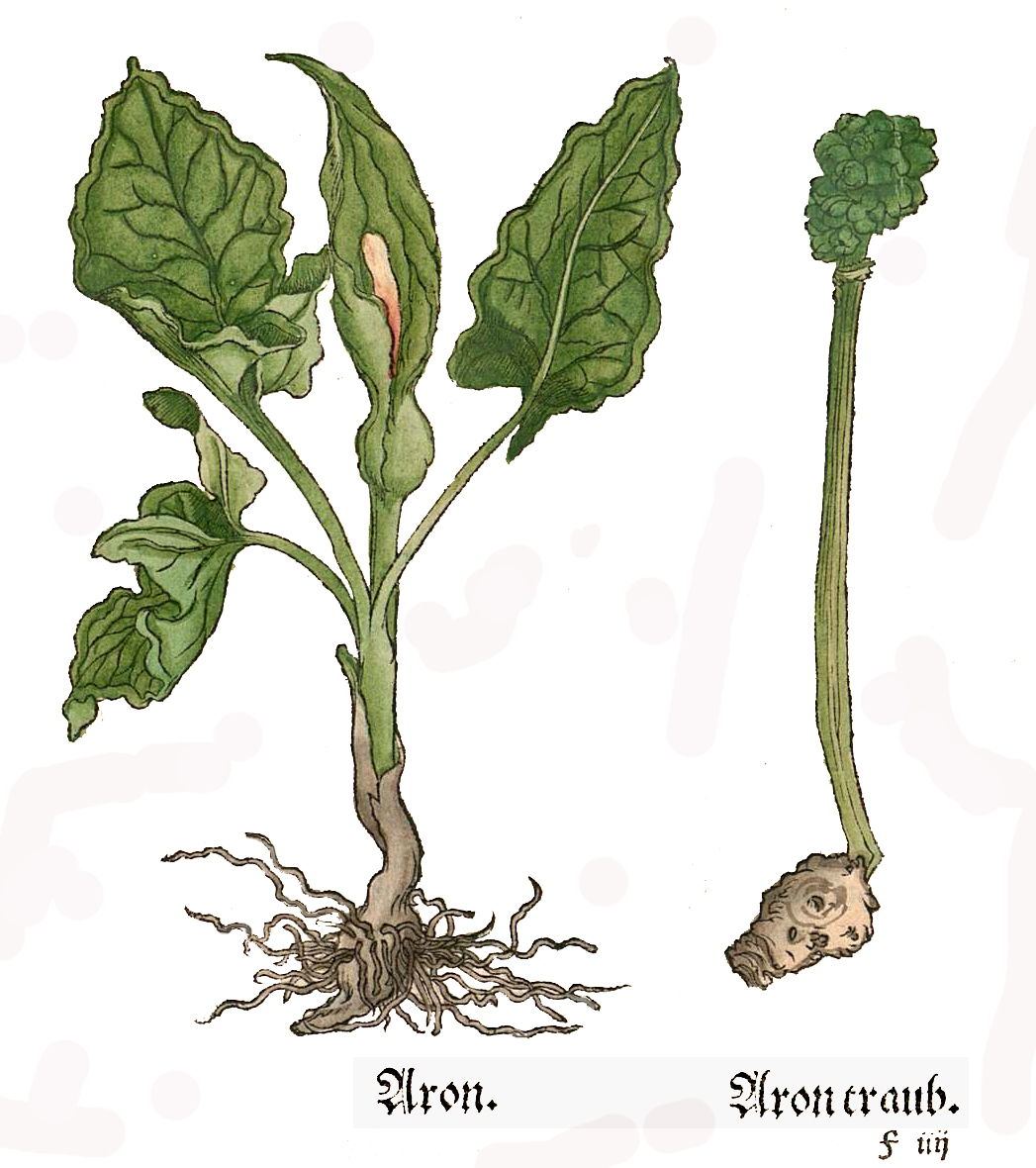
…..Otto Brunfels..… 1532
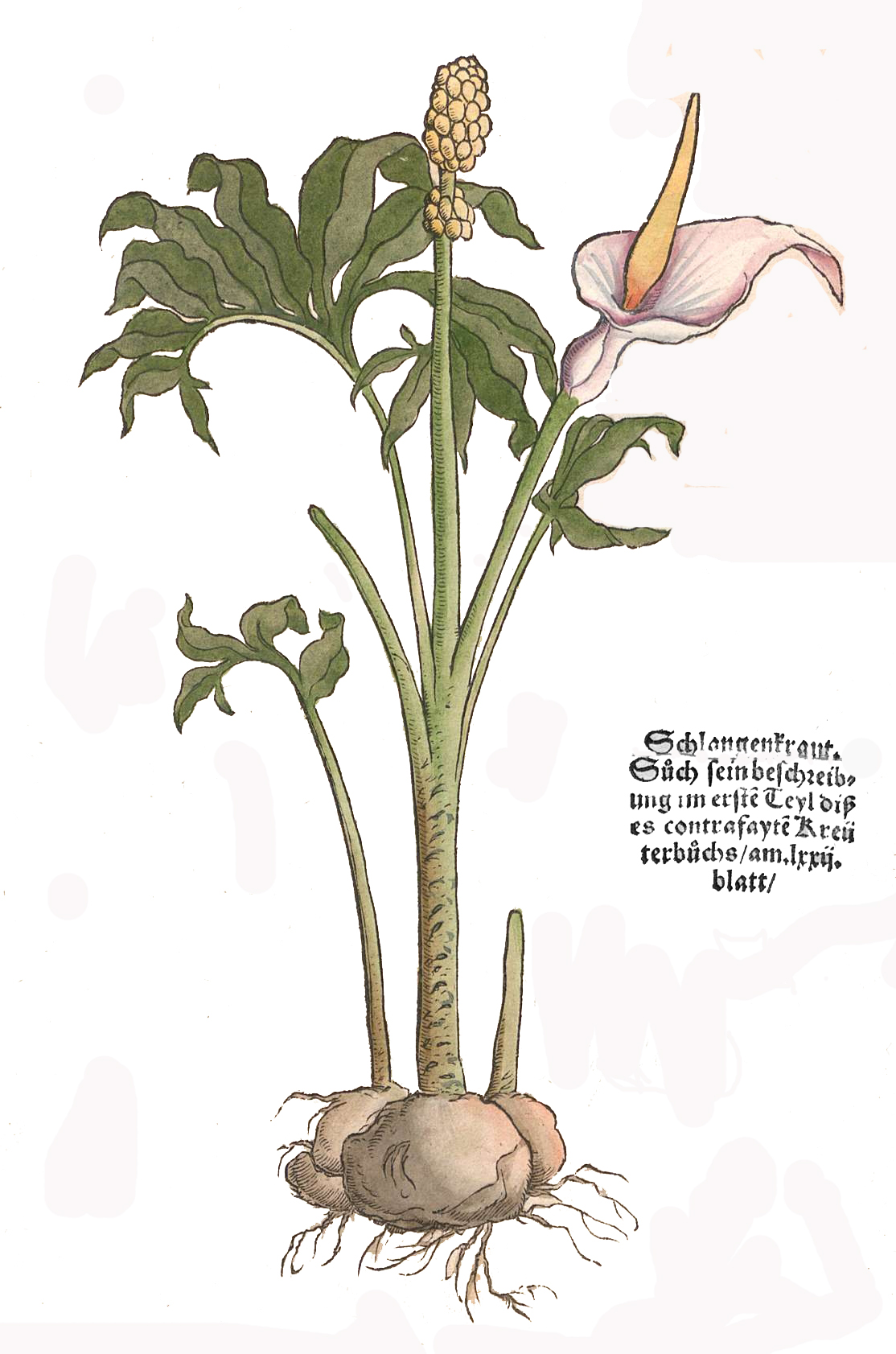
…..Otto Brunfels …… 1537
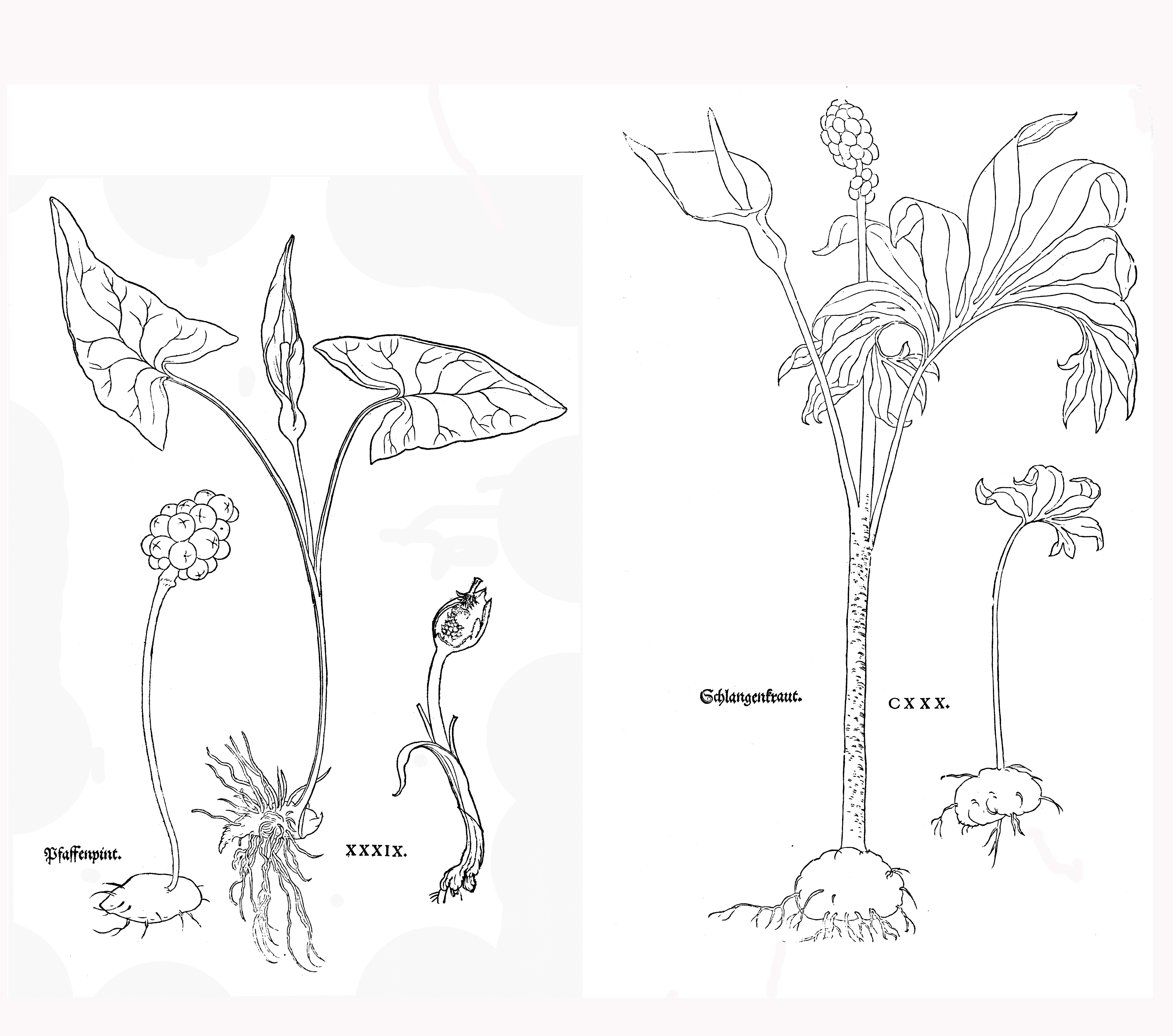
Leonhart Fuchs 1543. Links: Aron. Rechts: Schlangenkraut
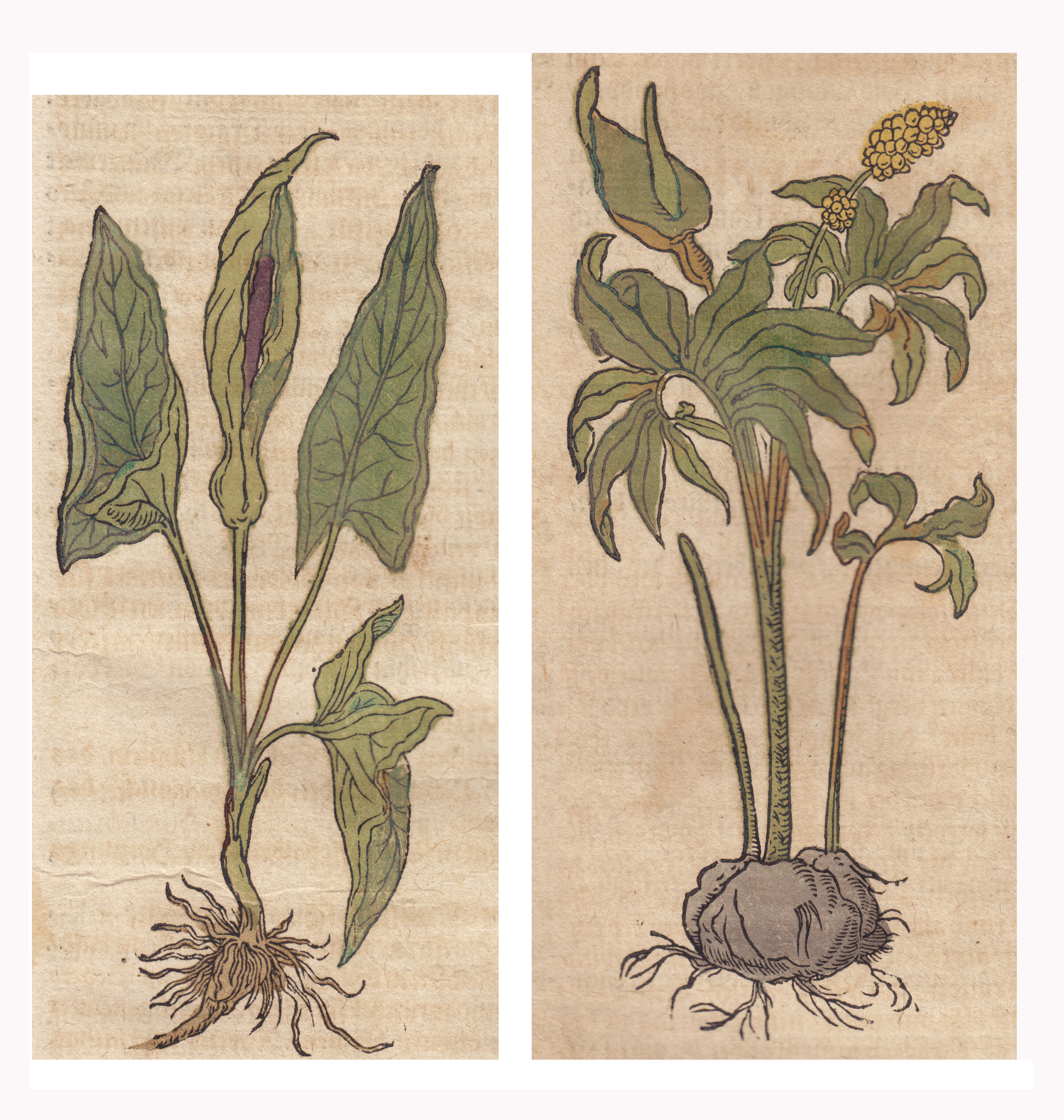
Hieronymus Bock 1546. Links: Aron. Rechts: Drachenwurtz
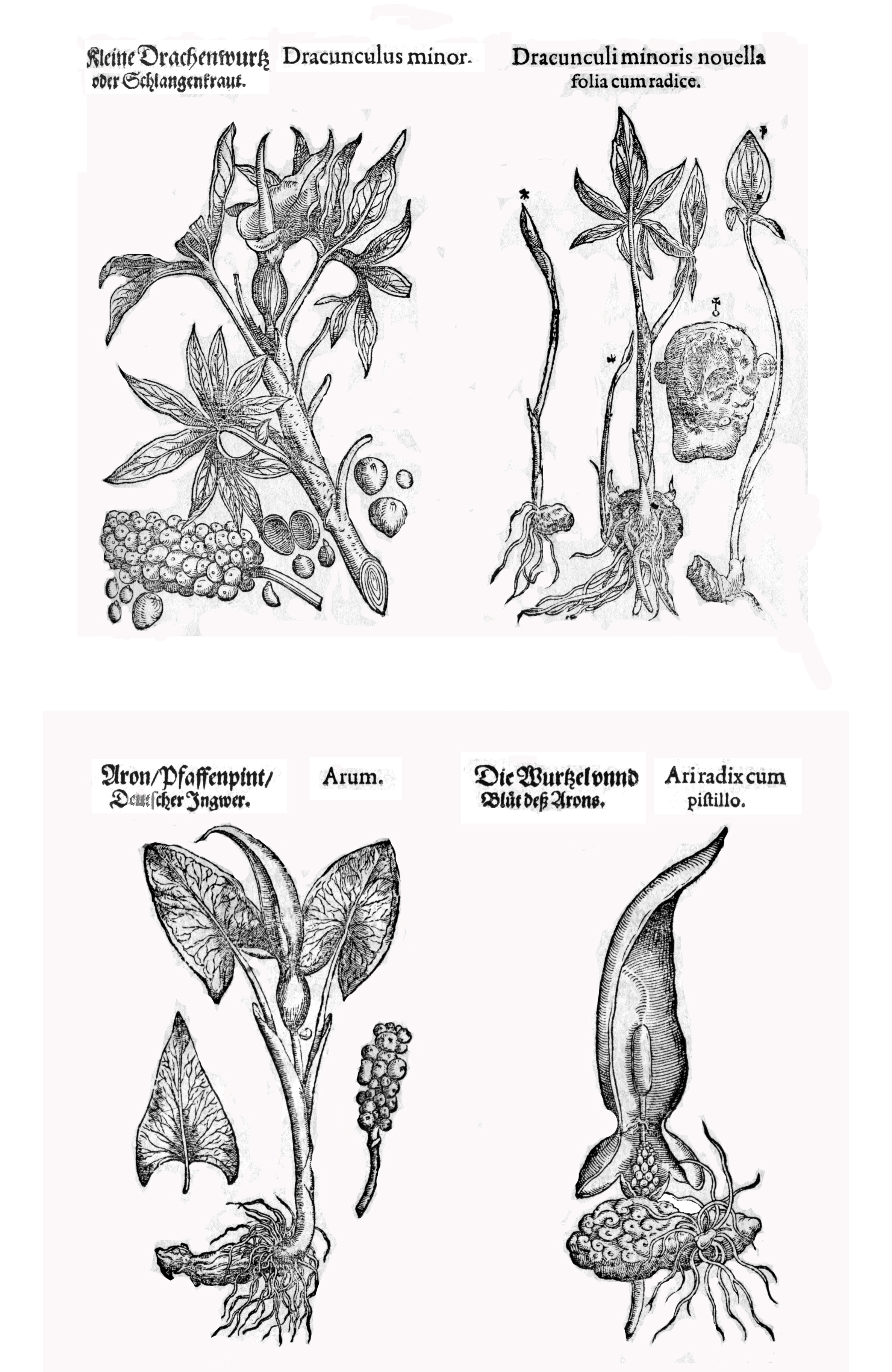
Mattioli, Handsch, Camerarius 1586

## Weiterführende Literatur
- Takanori Ito, Kikukatsu Ito: Nonlinear dynamics of homeothermic temperature control in skunk cabbage, Symplocarpus foetidus. In: Physical Review E. Band 72, Nr. 5, 2005, doi:10.1103/PhysRevE.72.051909.
- Richard C. Keating: Vegetative anatomical data and its relationship to a revised classification of the genera of Araceae. In: Annals of the Missouri Botanical Garden. Band 91, Nr. 3, 2004, S. 485–494, JSTOR:3298625.

- Karte mit allen verlinkten Seiten:
- OSM |
- WikiMap